# Manifestació «Som una nació. Nosaltres decidim»

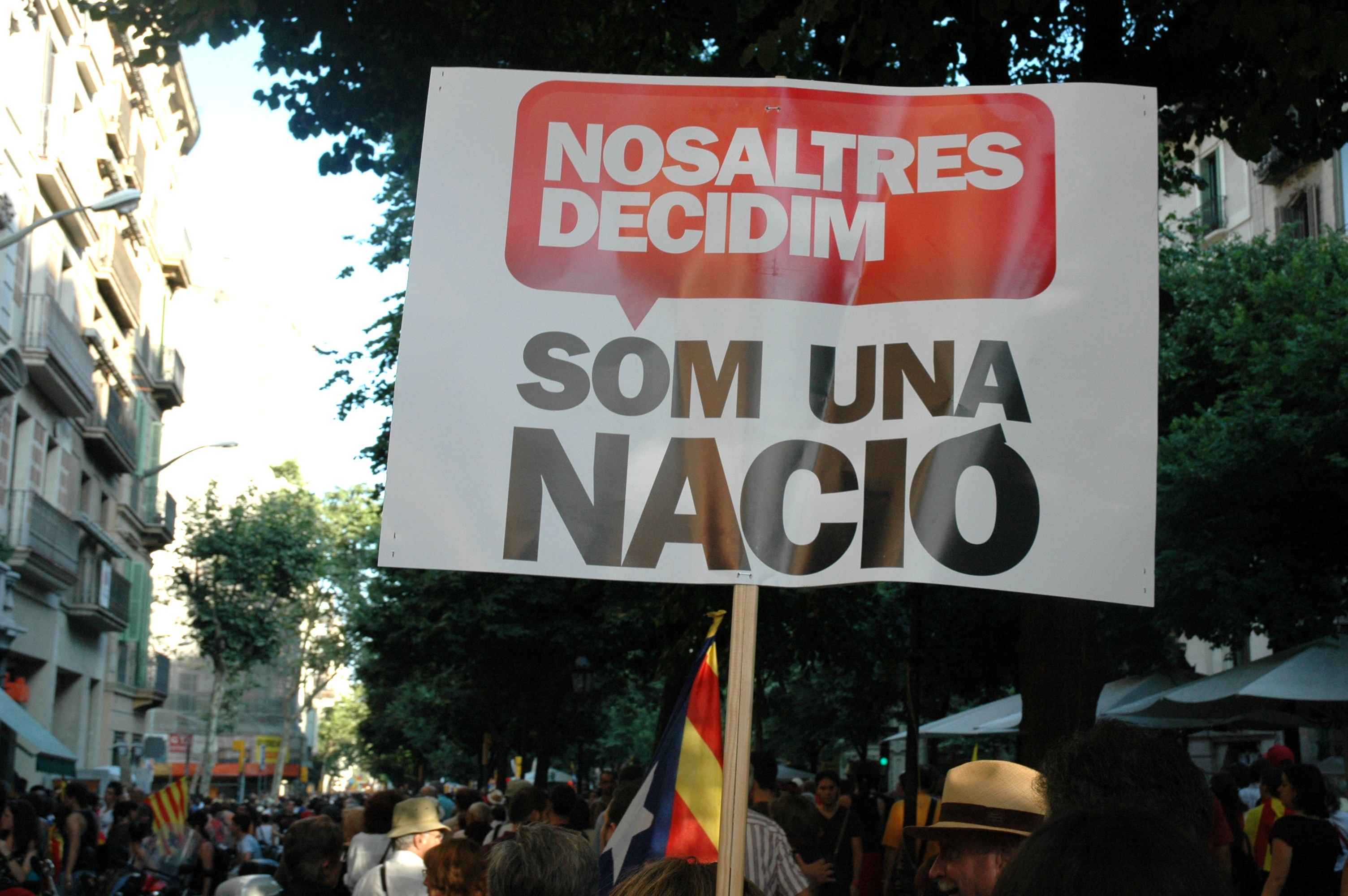
Lema de la manifestació.

La manifestació «Som una nació. Nosaltres decidim» (també anomenada del 10-J) va ser una demostració col·lectiva en contra de la resolució del recurs d'inconstitucionalitat efectuat pel Tribunal Constitucional d'Espanya sobre el text de l'Estatut de Catalunya, realitzada a Barcelona el 10 de juliol del 2010 sota el lema «Som una nació. Nosaltres decidim» impulsada per Òmnium Cultural i amb el suport de la majoria dels partits polítics representats al Parlament de Catalunya (excepte pel PPC i C's),
així com dels sindicats i prop de 1.600 entitats.
La manifestació, la més multitudinària de la història de Catalunya fins aquella data, va aplegar entre 1,1 milions de persones segons la Guàrdia Urbana i 1,5 segons Òmnium Cultural i va ser un clam per la independència i el dret del poble de Catalunya a decidir el seu futur.
Aquesta manifestació es considera l'inici del procés.

## Context polític i social

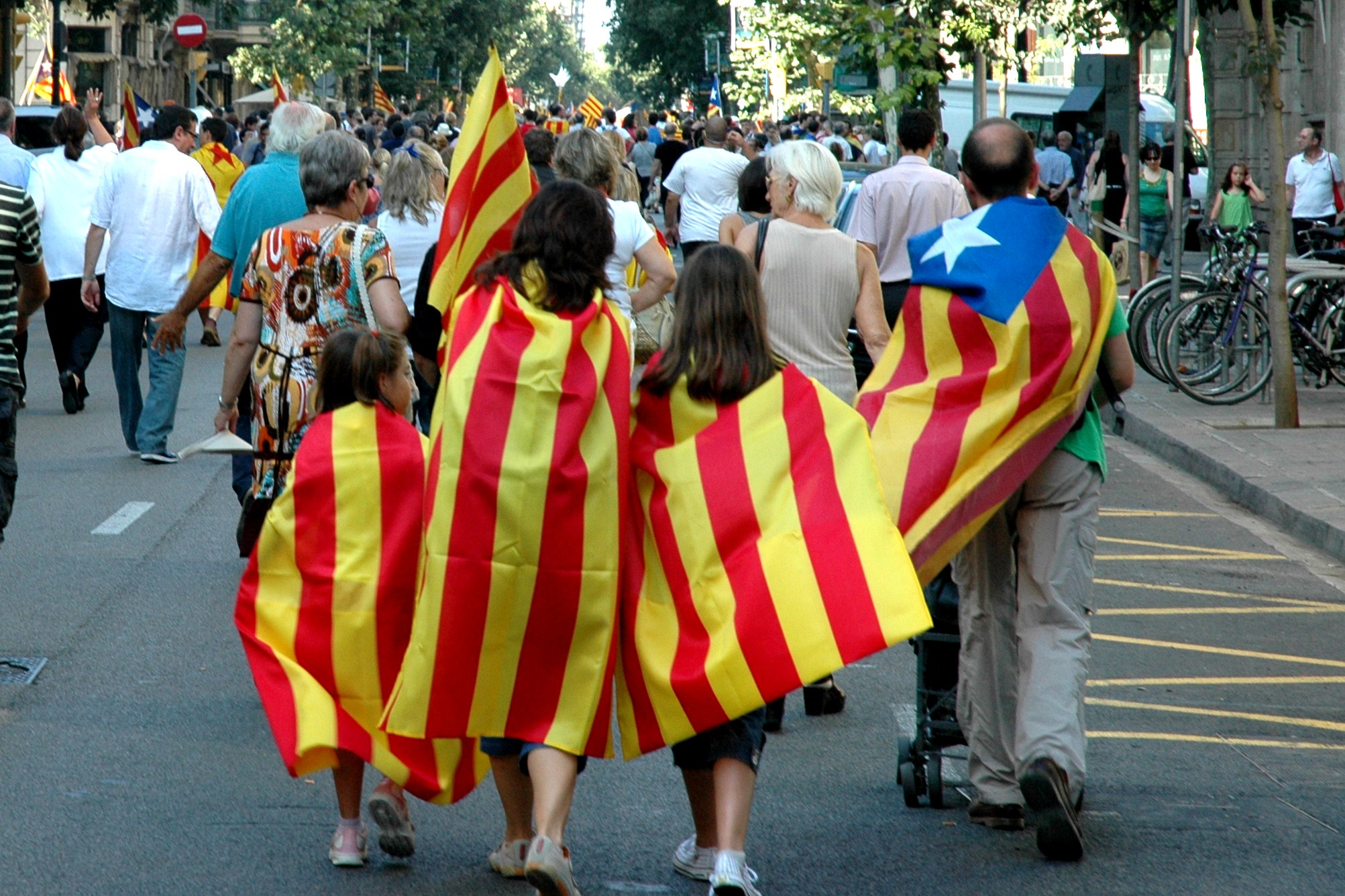
Un grup de gent anant cap a la manifestació.

### L'Estatut de Catalunya i la sentència del Tribunal Constitucional
L'Estatut d'Autonomia de Catalunya de 2006 va ser aprovat en referèndum pel poble de Catalunya el 18 de juny de 2006 i és vigent des del 9 d'agost d'aquell any. Al cap de pocs mesos es varen presentar diversos recursos en contra davant el Tribunal Constitucional, per més de 50 diputats del Partit Popular, el defensor del poble i els governs de cinc Comunitats Autònomes.
Durant l'espera per la sentència i en previsió que seria clarament negativa, una dotzena de diaris catalans van publicar el 26 de novembre de 2009 un editorial conjunt titulat La dignitat de Catalunya per denunciar que un tribunal amb diversos membres amb el mandat exhaurit, un recusat i un altre mort no hauria de dictar sentència sobre una llei referendada pel poble de Catalunya, així com el fet que s'estigués tres anys sense dictar cap resolució.
Pel que fa al recurs del PPC, el Tribunal Constitucional va dictar sentència el 28 de juny del 2010, després de tres anys de deliberacions i, sobretot, d'aturada per la paràlisi en què es trobava el tribunal, i després de quatre anys de vigència i de desenvolupament legislatiu de l'Estatut. Els altres sis recursos encara estan pendents de resolució.
El 28 de juny de 2010, el Tribunal Constitucional, davant el recurs d'inconstitucionalitat presentat per diputats del Partit Popular, va dictar sentència per majories variables. Va publicar el veredicte aquell mateix dia, i el cos de la sentència el 9 de juliol, un dia abans de la manifestació. Va deixar clara la «ineficàcia jurídica» del Preàmbul (en referència al terme Nació per referir-se a Catalunya) tot i que el veredicte manté la definició de Catalunya com a nació, va declarar 14 articles inconstitucionals (1 totalment i 13 parcialment), i en va reinterpretar 27 més. Com a més destacat estableix que el català no és la llengua preferent de l'Administració ni tampoc la llengua vehicular del sistema educatiu ni accepta el deure de conèixer el català; diu que de nació només n'hi ha una i és «la Nació espanyola»; només admet les vegueries si es conserven les províncies; desballesta bona part dels articles sobre el poder judicial català amb el Consell de Justícia de Catalunya al capdavant i repeteix 14 vegades la «indissoluble unitat de la Nació espanyola».
Aquesta manifestació té un origen semblant a la que es va produir el 24 d'abril de 1932 a la Rambla de Barcelona quan l'Estatut de 1932, que el poble català havia aprovat en referèndum, fou retallat a Madrid.

### Espot d'Òmnium Cultural
Òmnium Cultural va preparar un espot per tal de conscienciar els catalans i fomentar l'assistència a la manifestació. El vídeo, dirigit per Lluís Danés i d'una durada de 45 segons, utilitzà la lletra de la cançó Somniem que Lluís Llach va compondre l'any 1979. L'audiovisual va comptar amb la participació de nombroses personalitats del món cultural, polític, científic, esportiu i mediàtic de Catalunya, entre les que figuren Xavier Grasset, Marc Parrot, Jordi Pujol, Joan Rigol, Lloll Bertran, Eduard Estivill, Justo Molinero, Celdoni Fonoll, Clara Segura, Lluís Marco, Montserrat Carulla, Màrius Serra, Pere Tàpias, Titot, Enric Massip, Ventura Pons, Magda Oranich i Muriel Casals.

### Polèmica per l'encapçalament
Hi va haver una forta polèmica sobre si el lema proposat per Òmnium Cultural havia d'encapçalar la marxa, ja que el president de la Generalitat de Catalunya, José Montilla, s'oposava a anar darrere la pancarta amb el lema «Som una nació. Nosaltres decidim» i volia fer-ho darrere d'una senyera.
Durant els mesos previs a la manifestació s'havien fet diverses reunions per preparar una resposta catalana en el cas que hi hagués una retallada de l'Estatut, on s'havia acordat per totes les organitzacions i els partits que s'hi van adherir el lema de la manifestació «Som una nació. Nosaltres decidim».
El mateix dia que es va conèixer la primera part de la sentència, el president Montilla va fer una declaració institucional on demanava que «féssim de la senyera la nostra pancarta unitària»
Pocs dies després, Òmnium Cultural va formalitzar la convocatòria de la manifestació pel dia 10 de juliol amb el lema acordat prèviament: «Som una nació. Nosaltres decidim».

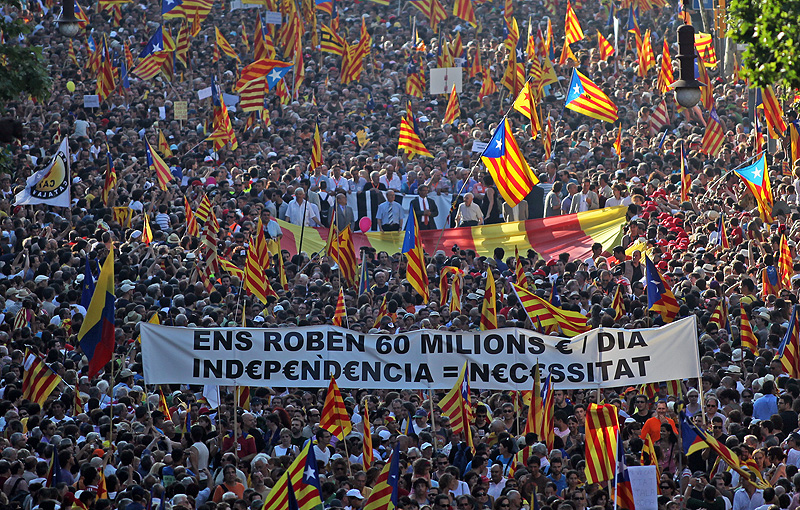
Capçalera de la manifestació on és impossible llegir el lema oficial de la manifestació a causa de la gran assistència. Darrere la gran senyera hi van anar els sis presidents i ex-presidents de la Generalitat i del Parlament.

El 3 de juliol, Montilla va tornar a demanar que la bandera catalana encapçalés la manifestació juntament amb les institucions. Per part d'Òmnium Cultural, Alfons López Tena va dir que no estava disposat a acceptar que instàncies que no havien convocat la protesta volguessin modificar el lema o el plantejament de la manifestació i la presidenta, Muriel Casals, va dir que miraria de ser sensible a les peticions del president, però sense que això impliqués en cap cas renunciar a la pancarta prevista per encapçalar la manifestació.
El dia 6 de juliol, Joaquim Nadal va tornar a insistir que el president volia anar a la manifestació i ho volia fer encapçalant-la amb una senyera, i Josep-Lluís Carod-Rovira va dir que el lema li semblava perfecte però que el fet que la manifestació pogués anar encapçalada per la bandera nacional era el missatge més potent i més fort simbòlicament al qual podem aspirar. Per la seva banda, el cantant Lluís Llach va dir que creia que el president s'aferrava a la senyera per «motius amagats». Aquella mateixa tarda es va reunir la Junta Nacional d'Òmnium Cultural i va decidir mantenir l'encapçalament acordat, a l'espera de reunir-se amb la resta d'entitats de la comissió organitzadora.
Els polítics van continuar amb un intercanvi de declaracions; Oriol Pujol (CiU) va acusar Montilla de no creure's allò que defensa, Miquel Iceta (PSC) va defensar el dret del president de liderar la marxa, i el president Jordi Pujol va dir que «en una manifestació hi havia d'haver un lema» i que el president Montilla havia d'anar al capdavant, amb el lema.
Finalment, a la reunió del dia 8 de juliol els partits polítics i les entitats van acordar combinar ambdues opcions, decidint que hi hauria dues pancartes a banda i banda amb el lema i la senyera al mig, davant dels presidents i expresidents de la Generalitat i el Parlament i, just al darrere, una gran pancarta amb el mateix lema. Òmnium Cultural va fer un comunicat explicant la solució acordada, esmentant que la decisió no s'havia pres per unanimitat.

## Recorregut i desenvolupament

Recorregut principal de la manifestació
Espais també ocupats durant la manifestació

El recorregut previst per la marxa, que era convocada a les 18.00 h, s'iniciava a la plaça del Cinc d'Oros, a la confluència de l'avinguda Diagonal amb el passeig de Gràcia, baixava per aquest fins a arribar a la Gran Via de les Corts Catalanes, per on seguiria fins a arribar a la plaça de Tetuan.
A la capçalera hi havia una senyera de 250 m² amb el lema Som una nació. Nosaltres decidim a cada costat; darrere van anar els sis presidents i expresidents de la Generalitat i del Parlament (José Montilla, Pasqual Maragall, Jordi Pujol, Ernest Benach, Joan Rigol i Heribert Barrera), i es va situar a la cruïlla entre el carrer Aragó i el passeig de Gràcia. Darrere la pancarta amb el lema anaven els representants de les organitzacions que havien convocat la manifestació i dels partits polítics que hi participaven, els sindicats i altres entitats adherides, encapçalats tots per Òmnium Cultural. Milers de persones varen precedir la capçalera, fent que un lema diferent de l'oficial obrís la manifestació.
Malgrat trobar-se en una posició més avançada, l'encapçalament no va poder començar a moure's fins mitja hora més tard d'haver-se iniciat la convocatòria. La gran afluència de gent va fer que la capçalera es dissolgués pels volts de les 10.00 h, a la cruïlla de passeig de Gràcia amb la Gran Via.
Alguns manifestants van seguir per carrers alternatius, i d'altres van continuar amb el recorregut original fins a la plaça de Tetuan. Allà, els actors Txe Arana i Lluís Soler van fer la lectura de la declaració final en nom dels organitzadors, i l'Orfeó Català va cantar Els Segadors.
Al llarg de tot el recorregut hi va haver l'omnipresència d'estelades i proclames independentistes, així com mostres de cultura popular (balls de bastons, gralles, castellers…) i pancartes reivindicatives.

### Incidents
En el moment de la dissolució alguns dels assistents van començar a proferir crits contra el líder d'UDC Duran i Lleida i José Montilla i, fins i tot, un jove va intentar agredir aquest últim empenyent-lo. Per això, el president va haver d'abandonar la marxa protegit per escortes per a refugiar-se a la seu del Departament de Justícia de la Generalitat, situada al carrer Pau Claris, i esperar que arribés el seu cotxe oficial.
Més tard de les nou de la nit, segons el diari El Mundo, en la confluència del carrer Aragó amb el passeig de Gràcia un grup de la CUP va cremar una bandera espanyola. Posteriorment i segons escrigué el diari, les mateixes persones es van enfrontar a un home que en duia una.

## Assistència

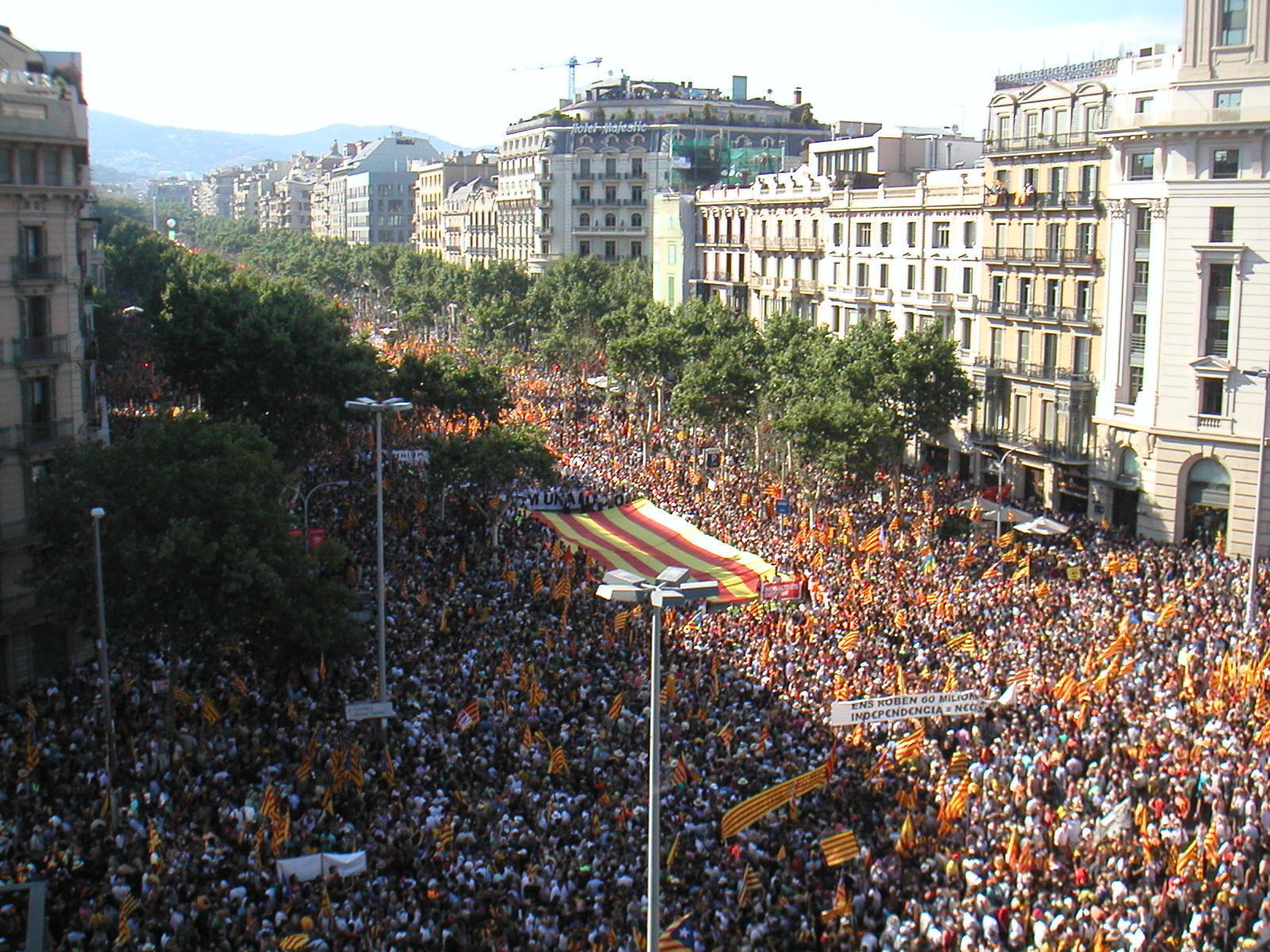
La capçalera a la confluència de passeig de Gràcia i carrer d'Aragó. La multitud de manifestants que ocupaven el pas per davant de la capçalera va fer que aquesta s'hagués de dissoldre uns metres més avall.

A la manifestació van assistir-hi els partits polítics del Parlament de Catalunya que hi havien donat suport (CiU, PSC, CpC, ERC, ICV i EUiA), mentre que PPC i C's s'hi van oposar. Van participar-hi els sindicats i prop de 1.600 entitats, encapçalades per Òmnium Cultural, que havia organitzat l'esdeveniment. Hi va haver també 350 periodistes acreditats. Van arribar més de 800 autocars (segons algunes fonts més de 900) provinents de tot Catalunya, així com del País Valencià i -una desena- de la Catalunya del Nord, que van transportar més de 40.000 persones.
L'assistència va ser d'1.500.000 segons els organitzadors i d'1.100.000 persones segons la Guàrdia Urbana. Alguns mitjans de comunicació espanyols, però, van parlar de xifres d'entre 56.000 i 425.000 assistents. La primera d'aquestes va ser facilitada per l'agència Lynce, (contractada per l'agència EFE, una societat anònima de la qual l'estat Espanyol n'és el principal accionista), admetent un marge d'error del 15%.
D'altra banda, un informe elaborat l'any 2001 pel col·lectiu Contrastant constatava que a la calçada central del passeig de Gràcia hi caben 100.000 persones i que, tenint en compte també els laterals, aquest passeig pot arribar a encabir entre 220.000 i 300.000 persones. Però el nombre de persones que caben normalment en repòs és inferior al de persones atapeïdes, com és el cas d'una manifestació densa. A més, s'ha de tenir en compte el fet que estan en moviment, és a dir, que quan algunes persones ja havien arribat al final del recorregut, encara n'hi havia d'altres que s'incorporaven a la manifestació. Segons Àmbit de la Via Pública, de l'Ajuntament de Barcelona, en el cas d'una manifestació densa i en moviment, com ho va ser aquesta, cal multiplicar l'àrea del passeig (1.250 metres de longitud per 60 metres d'amplada, als quals s'ha extret la part d'arbres i mobiliari urbà) per quatre.
El recompte de 56.000 manifestants per Lynce, doncs, va resultar polèmic, ja que va ser calculat a partir d'una fotografia aèria presa al passeig de Gràcia feta a les 20:30, mitja hora més tard que la manifestació fos declarada oficialment com a acabada. Segons el director de l'agència Lynce, els manifestants estaven repartits en 78.220 m² de superfície, va tenir en compte únicament passeig de Gràcia i la Gran Via fins a plaça de Tetuan. i que contrasta amb les carregades en el moment de màxima afluència. En qualsevol cas, l'agència no va tenir en compte les vies adjacents, també plenes de manifestants. Entre les 18 i les 19 hores, els assistents omplien des de plaça de Catalunya fins als Jardinets de Gràcia, i l'avinguda Diagonal fins a la plaça de Francesc Macià, així com part del carrer Còrsega. La rambla de Catalunya també es va omplir amb una manifestació paral·lela. Segons els càlculs de l'Ajuntament de Barcelona, només al passeig de Gràcia hi havia 300.000 persones, a les quals se n'havia de sumar 5.800 a la plaça de Sant Jaume, 99.000 a la Via Laietana, etc.
Posteriorment Lynce va modificar la seva estimació inicial i va establir la xifra en 62.000 manifestants, amb un marge d'error del 20% (i, per tant, un màxim d'assistència de 74.400 persones) per possible mala visibilitat de zones corresponents a voreres i arbrat.
Les entitats que hi van donar suport van ser prop de 1.600 entitats, de les quals destaquen Acció Cultural del País Valencià, Aire Nou de Bao (Catalunya del Nord), Obra Cultural Balear, FemCAT, CAL, Plataforma per la Llengua, l'Ateneu Barcelonès, l'ACMC i els col·legis professionals de diferents sectors.

## Reaccions posteriors

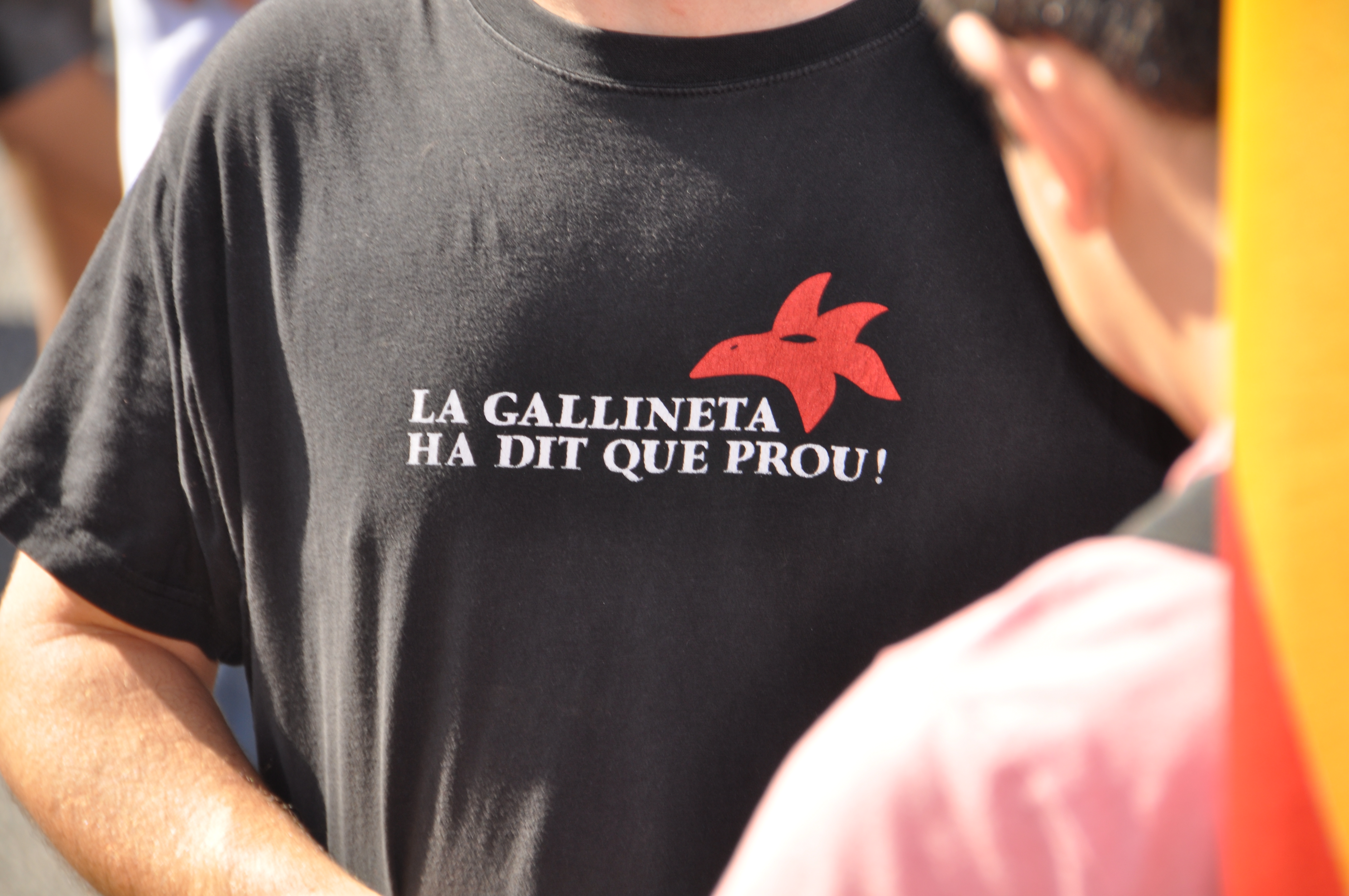
Samarreta amb referència a la cançó La gallineta de Lluís Llach.

### A Catalunya
La presidenta d'Òmnium Cultural, Muriel Casals, va afirmar sentir-se molt feliç per la gran afluència de persones amb ganes d'expressar la seva opinió i que, respecte a la gran manifestació de l'11 de setembre de 1977, ara s'aconseguirien més coses.
El cantautor Lluís Llach va dir que es lamentava que lletres seves de feia trenta anys seguissin encara vigents a l'actualitat, en referència a la seva cançó Somniem, de 1979, i d'altres.
El Conseller Joaquim Nadal, fent de portaveu del Govern, va classificar les escridassades i els insults al president Montilla per algunes persones com un rebuig minoritari envers ell i d'altres polítics, però que en conjunt el poble català havia expressat sentir-se dolgut per la sentència del Tribunal Constitucional.
El Conseller Joan Saura va dir que la manifestació era un «missatge claríssim» amb l'objectiu de demanar que es «refaci» el pacte polític i el diàleg. D'altra banda, Saura va declarar que la manifestació no va ser majoritàriament independentista; segons el Conseller va ser transversal i en defensa de l'Estatut. També va afirmar que els crits d'«independència» que se sentien «en alguns moments» es proferien perquè és un «lema senzill».
El cap de l'oposició, Artur Mas, va confessar sentir-se molt emocionat per la quantitat de gent que havia acudit a la convocatòria per tal de defensar la dignitat de Catalunya i fer sentir la seva veu de manera contundent però pacífica, i, juntament amb Duran i Lleida, va qualificar la manifestació d'exitosa.
Jordi Miralles (EUiA) va afirmar que els partits polítics de Catalunya tenien, després de la manifestació, el repte de mantenir la unitat demostrada davant la sentència del Tribunal Constitucional. Per la seva part, Joan Herrera (ICV) va fer una crida als partits polítics de Catalunya per a unir-se deixant de banda els interessos electorals, i va afirmar que la manifestació marcaria «un abans i un després» en el camí de l'autogovern de Catalunya. El líder d'ERC, Joan Puigcercós va dir que esperava que la manifestació servís per a començar la transició cap a la independència i que la sentència del Tribunal Constitucional suposava la fi del sistema autonòmic.
Alicia Sánchez-Camacho, en nom del PPC, va acusar Mas i Montilla d'irresponsables per haver anat a una manifestació «independentista» i també d'haver fet una crida a la «insubmissió legal», i va reptar els seus partits a informar de si volen reformar la Constitució. Va demanar també que el Parlament de Catalunya no tractés els actuals projectes de llei de vegueries i del Codi Civil i que el Govern avancés les eleccions.

### A l'Estat espanyol

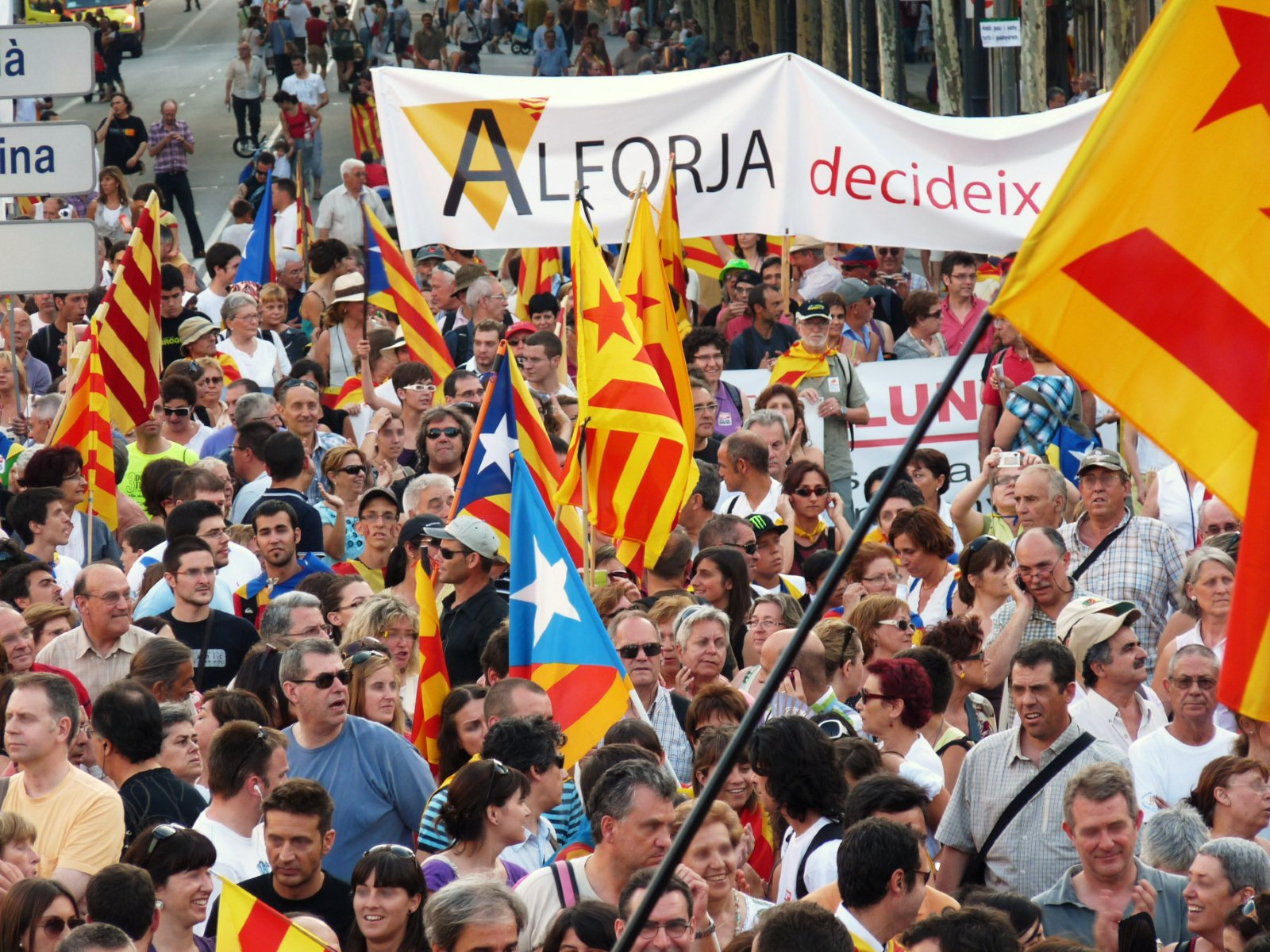
Manifestants amb diferents pancartes i banderes.

L'endemà de la manifestació el Govern espanyol considerà que aquesta no tindria cap efecte sobre la sentència del Tribunal Constitucional. Tanmateix, va declarar que la manifestació no suposava cap «punt d'inflexió» en les relacions entre Catalunya i l'Estat espanyol, cosa que havien afirmat els líders dels partits polítics catalanistes el dia de la concentració. Malgrat això, va mostrar el seu respecte per la protesta i va reconèixer l'èxit d'assistència a la convocatòria.
Iñigo Urkullu, president de l'EBB del PNB, va denunciar que la sentència sobre l'Estatut suposava «una poda i escombrada» a elements transcendentals d'aquest, i que la decisió dels catalans no podia ser silenciada.

### Internacionalment
Hywel Williams, diputat del Plaid Cymru (Partit Gal·lès) al Parlament britànic, va presentar a la Cambra dels Comuns de Westminster una moció de suport a Catalunya en la defensa dels drets nacionals. La moció assegurava que «Catalunya és una nació», i expressava la «preocupació dels diputats perquè la voluntat democràtica de Catalunya ha estat sobrepassada» per un tribunal de Madrid. «La moció expressa el nostre suport i solidaritat amb la gent de Catalunya», va explicar Williams. En el text presentat, Williams, destacà que a Barcelona es van manifestar «un milió de persones» en defensa d'unes «competències dignes» per a Catalunya. Amb la posterior adhesió de la diputada anglesa del Partit Verd d'Anglaterra i Gal·les, Carolina Lucas, finalment foren nou els diputats que donaren suport a la moció.
La cap de l'oposició del Quebec, Pauline Marois, del sobiranista Partit Quebequès, va enviar la setmana següent a la manifestació una carta al president de la Generalitat, José Montilla, al president d'ERC, Joan Puigcercós, al president de CiU, Artur Mas, i al líder de Reagrupament, Joan Carretero, defensant el dret a decidir de la «nació catalana». Marois afirmava en l'escrit que la manifestació del 10 de juliol il·lustrà la «vitalitat extraordinària i el compromís» dels catalans a «portar les regnes del seu destí» i afirmava que malgrat la decisió del Tribunal Constitucional, «Catalunya té el dret a protegir i promoure la seva llengua, la seva cultura i institucions».
El Consell Regional de la Vall d'Aosta (CRVDA) va aprovar una resolució en la qual expressava «solidaritat i suport a les accions que la societat i les institucions catalanes estan portant a terme en el camí d'una major autonomia, i el dret de decidir lliurement el seu propi futur». La iniciativa va ser presentada pel grup Alpe. Alberto Bertin, redactor de la resolució i primer signant del text, va recordar que la Vall d'Aosta té “un lligam estret” amb Catalunya, ja que sempre han estat una font d'inspiració pels seus valors de llibertat, autonomia i autodeterminació. A la resolució es felicita els catalans pel «caràcter unitari, pacífic i democràtic» de la manifestació per defensar «la dignitat de Catalunya».
El premi Nobel de la Pau, Adolfo Pérez Esquivel, referint-se a la manifestació, va defensar el dret d'autodeterminació i va afirmar que «els pobles han deixat de ser espectadors i són ara els protagonistes i els constructors de la seva pròpia història; això no es pot desconèixer. Que un milió de persones surtin al carrer és per alguna cosa».
El secretari general de la Internacional Liberal, el macedoni Emil Kirjas, va considerar aquesta manifestació «l'expressió més gran per al dret a l'autodeterminació d'Europa dels darrers 20 anys».

## Mitjans de comunicació

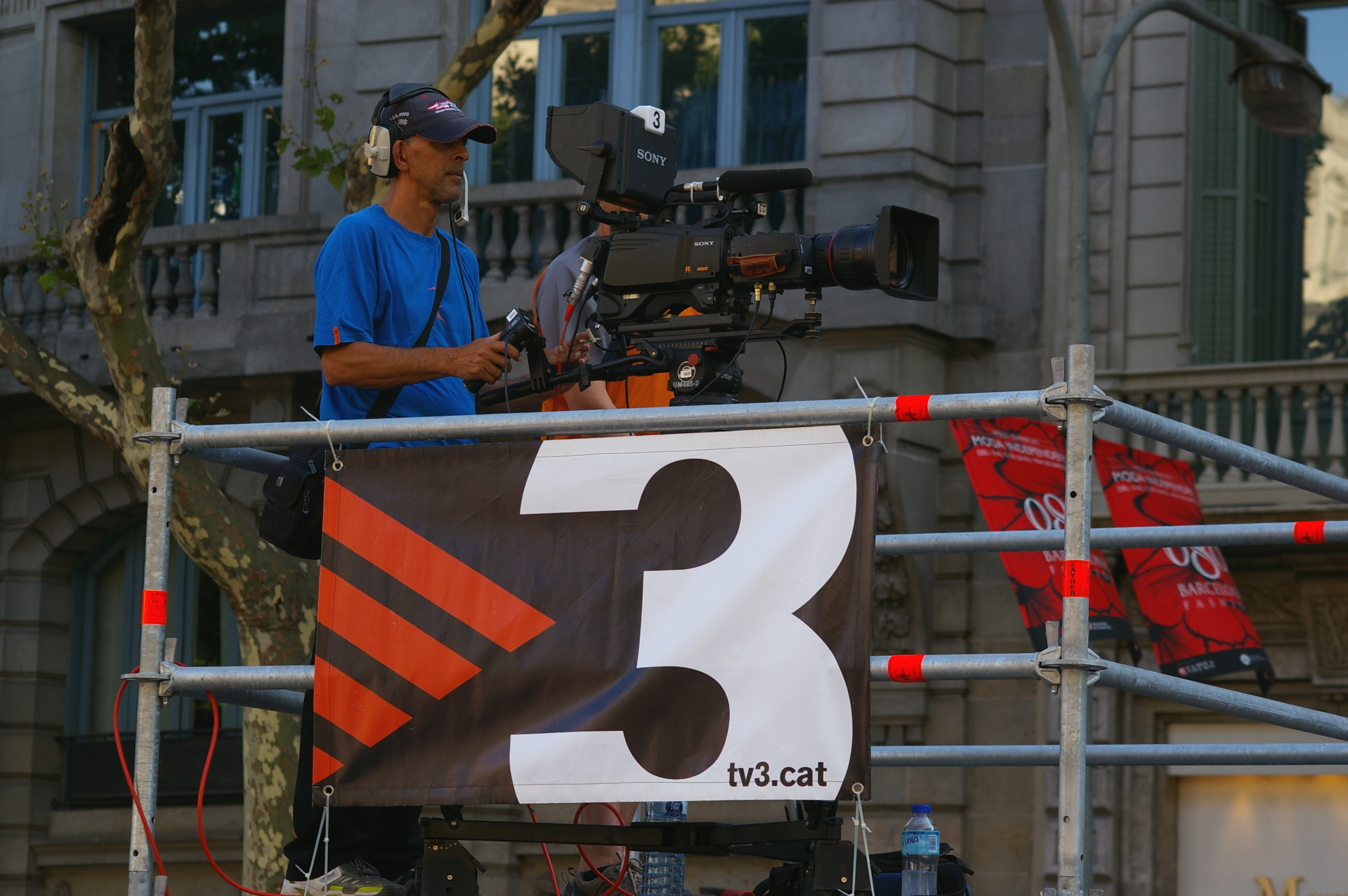
Càmera de TV3 gravant al Passeig de Gràcia.

Els canals públics catalans TV3 i 3/24 van fer un especial informatiu de tres hores i mitja emetent en directe les imatges de la manifestació i connectant amb periodistes situats a diferents punts de la marxa. La notícia de la manifestació va acaparar la major part de la durada del Telenotícies Vespre de TV3.
La manifestació va ocupar les portades de la premsa de l'endemà. «Catalunya crida Prou!», assegurava El Periódico, que obria amb una fotografia a doble pàgina de la cruïlla entre passeig de Gràcia i la Gran Via. «Catalunya sentencia», era el titular de La Vanguardia, que destacava la «rotunda» rèplica al carrer al Constitucional i parlava d'una cívica manifestació equiparable a la del setembre del 77. L'Avui assenyalava que «El poble dicta sentència». I l'edició barcelonina del diari El Punt repetia la idea amb «El clam d'un poble».

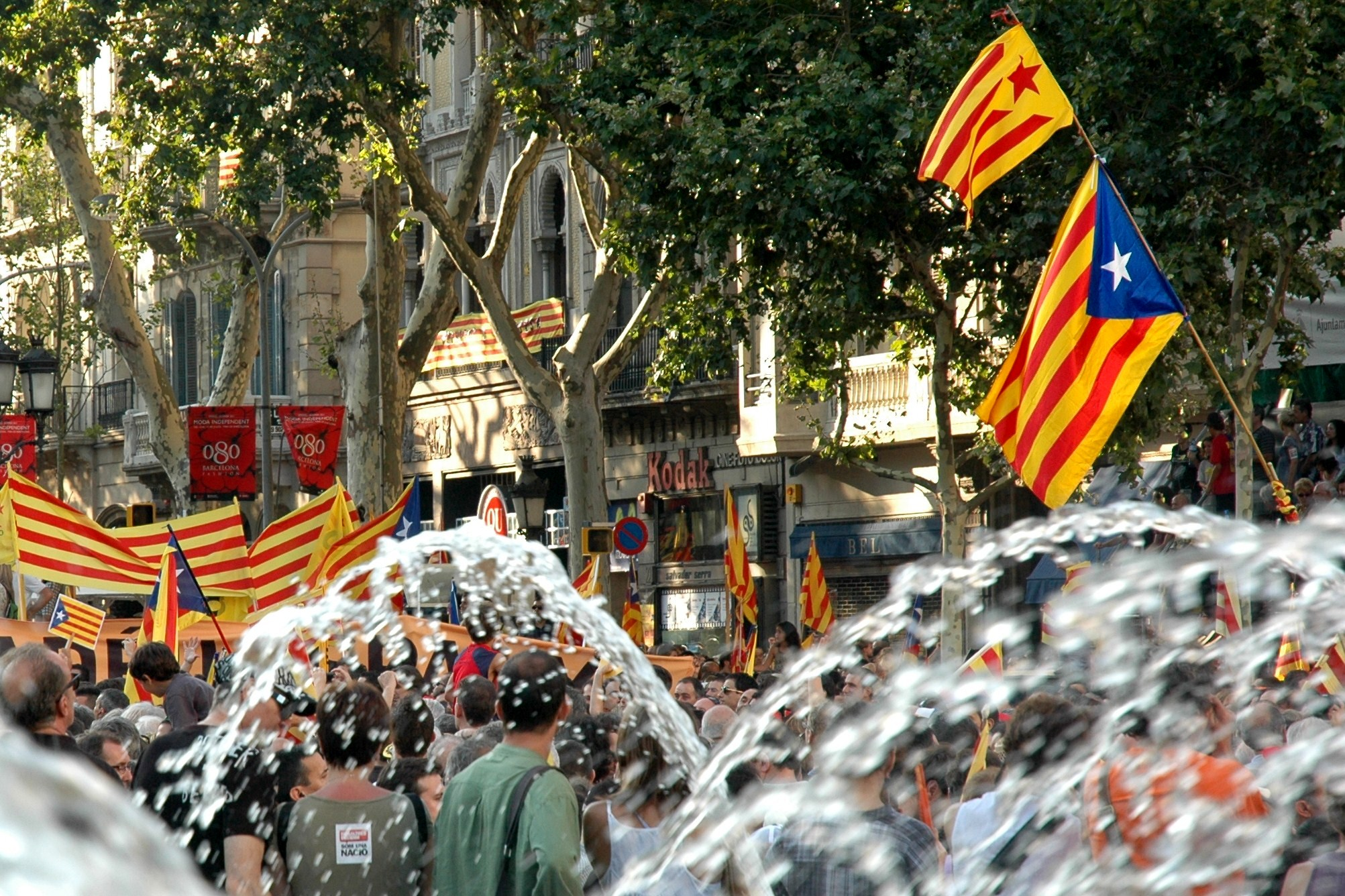
Una riuada independentista.

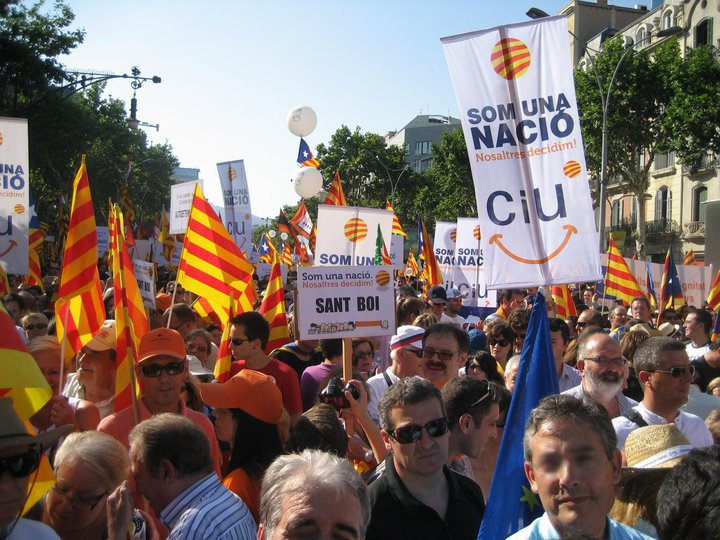
Manifestació del 10 de juliol del 2010 al seu pas pel passeig de Gràcia.

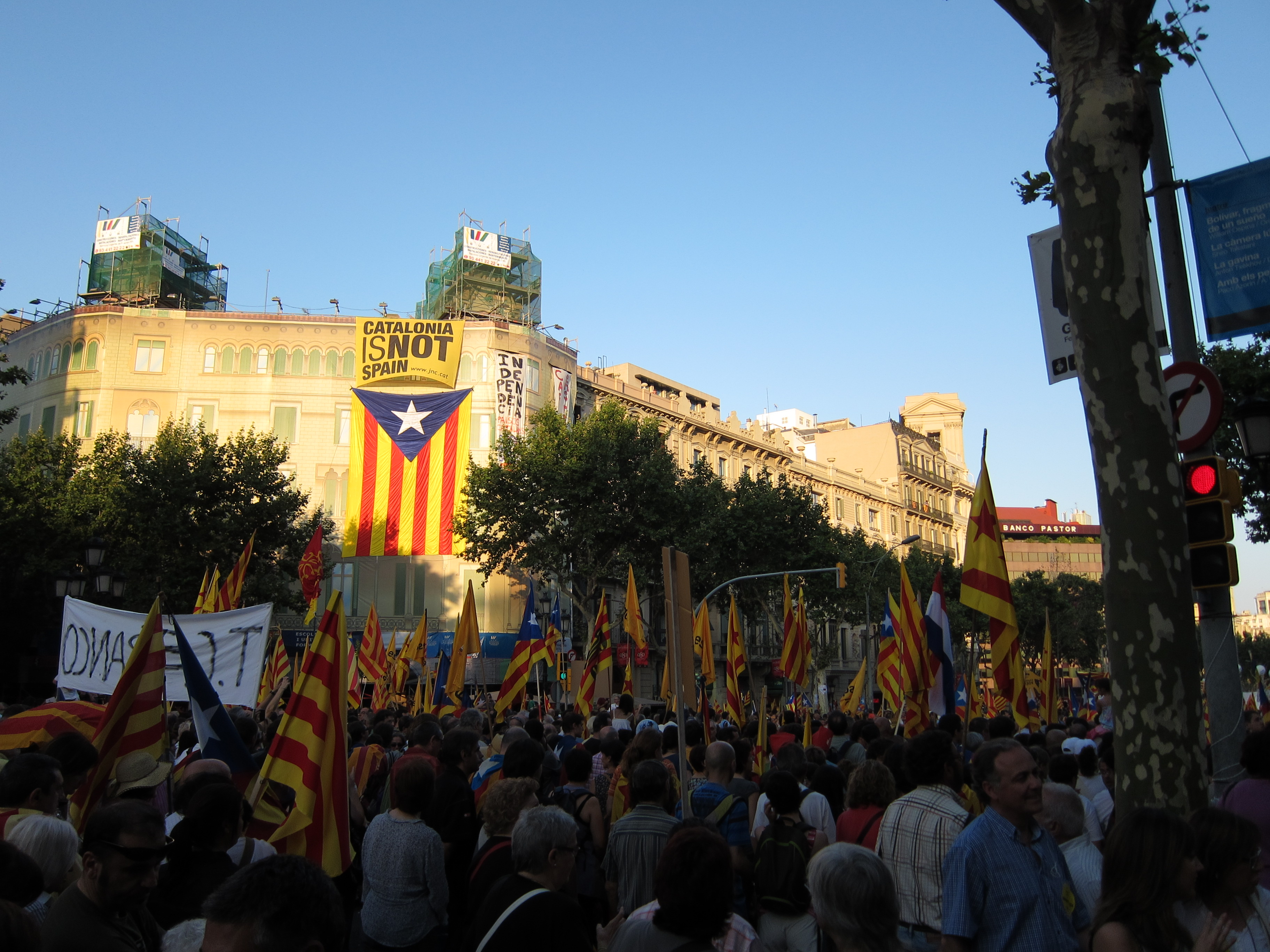
Pancarta amb el lema «Catalonia is not Spain» i una gran estelada penjada a un xamfrà del passeig de Gràcia.

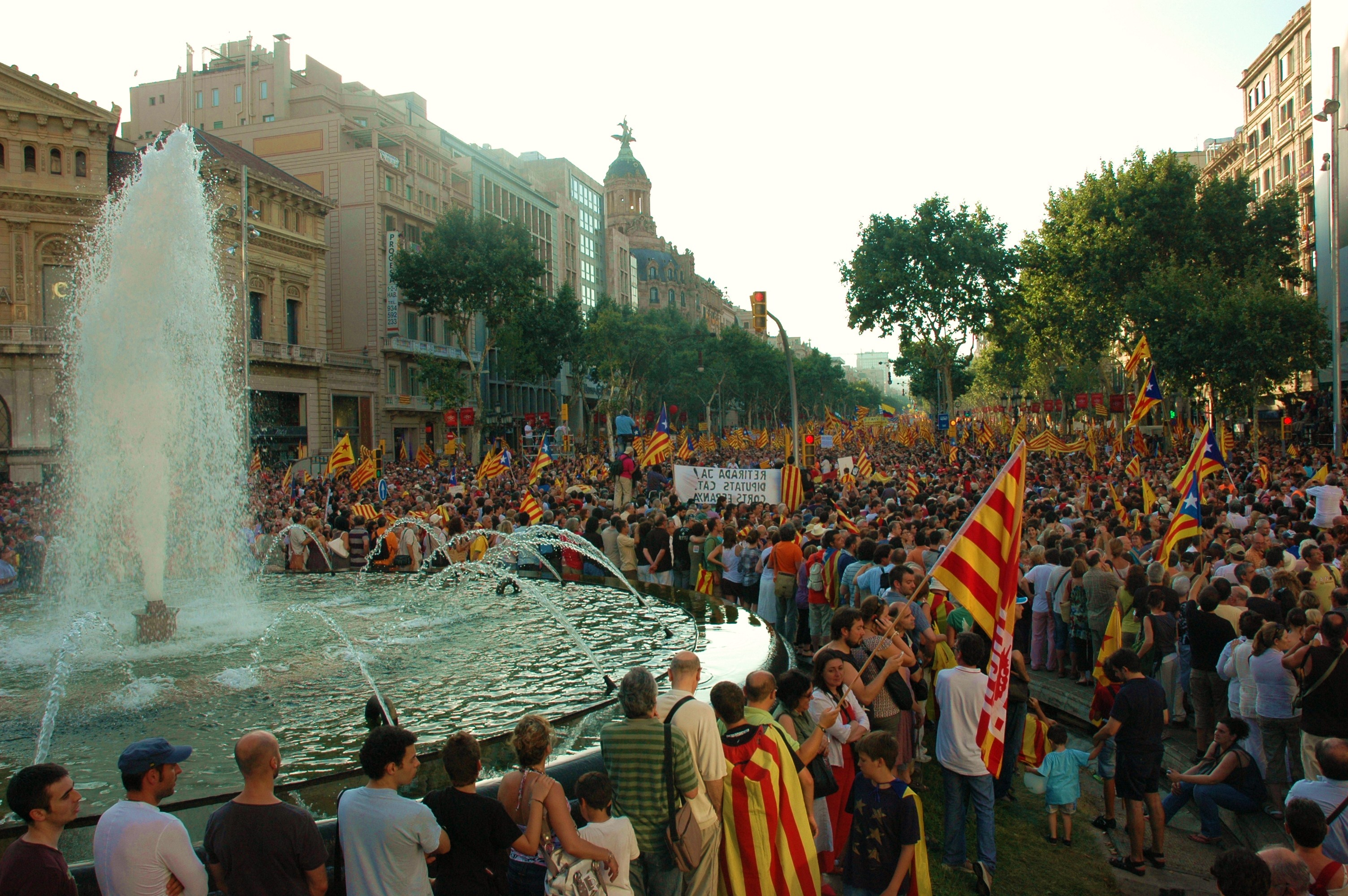
La manifestació a l'encreuament de la Gran Via de les Corts Catalanes i el passeig de Gràcia.

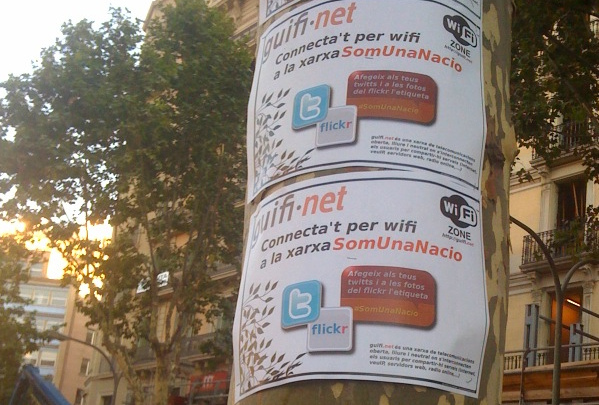
Cartells de Guifi.net anunciant la disponibilitat de Wi-Fi a la manifestació.

El diari El País explicava que «Catalunya surt al carrer contra la retallada de l'Estatut».
La cadena britànica BBC parlava de «massiva manifestació» al seu portal web, en la que va ser la notícia més llegida del diumenge 11 de juliol a la secció europea del web. Alguns portals francesos recolliren un teletip d'AFP que informava que un milió de persones s'havien reunit per protestar contra la decisió del Tribunal Constitucional de «prohibir que Catalunya sigui una nació». L'agència Associated Press també va informar de la manifestació, i a la televisió pública alemanya ARD la manifestació va ocupar uns minuts de l'informatiu del vespre.
El diari The Irish Times publicà el 13 de juliol un editorial titulat «L'endevinalla catalana», en què argumenta que l'unionisme espanyol «podria penedir-se» del dia en què van decidir retallar l'Estatut català. La sentència, deia el diari, «és una bomba de rellotgeria que podria fer avançar i no pas evitar el trencament» de l'Estat espanyol. L'editorial argumenta que la manifestació va agrupar autonomistes i independentistes, però admet que els partidaris d'un nou estat català «van dominar la manifestació de forma aclaparadora».
Als Estats Units més de 10 mitjans de comunicació van publicar notícies referents a l'esdeveniment, fins i tot tres dies després de la manifestació encara es feien ressò de la situació actual de Catalunya. Tanmateix, cadenes estatunidenques com la CNN i la Fox News van emetre notícies al respecte.
La premsa internacional va fer-se ressò de la manifestació a Barcelona, posant èmfasi en l'elevat nombre de participants. Una mostra en van ser els següents diaris:
- Clarín (Argentina): Multitudinaria marcha por la independencia de Cataluña[100]
- Der Standard (Àustria): Katalonien will nicht mehr für arme Spanier zahlen[101]
- Le Soir (Bèlgica): Un million de manifestants pour la « Nation » catalane[102]
- Dnevnik (Croàcia): Milijun ljudi prosvjedovalo za autonomiju Katalonije[103]
- Fyens Stiftstidende (Dinamarca): Milliondemo for catalansk selvstyre[104]
- 24ur (Eslovènia): FOTO: 'Katalonija - nova država v Evropi'[105]
- Mlandia.si (Eslovènia): Katalonci za večjo avtonomijo[106]
- Novice.Dnevnik.si (Eslovènia): Ulice Barcelone preplavil milijon ljudi, ki protestirajo za večjo avtonomijo Katalonije v Španiji[107]
- Sarajevo-x (Bòsnia i Hercegovina): Masovne demonstracije u Barceloni[108]
- Chicago Tribune (Estats Units): 1.1 million people rally in Barcelona in favor of greater Catalan autonomy within Spain[109]
- The Washington Post (Estats Units): Catalans rally for greater autonomy within Spain[110]
- The Baltimore Sun (Estats Units): 1.1 million people rally in Barcelona in favor of greater Catalan autonomy within Spain[111]
- Time (Estats Units): In South Africa, Catalans Lead Spain; In Spain, Catalans Want (More) Freedom[112]
- CNN (Estats Units): More than 1 million protest court ruling in Barcelona[113]
- Euronews (Europa): Catalans out in force to defend self-rule[114]
- France 24 (França): Un million de personnes manifestent à Barcelone pour défendre l'autonomie catalane[115]
- Courrier International (França): Les Catalans se mobilisent pour la Catalogne[116]
- Le Figaro (França): Manifestation pour la "nation catalane"[117]
- RFI (França): Manifestation à Barcelone pour défendre l'autonomie de la Catalogne[118]
- BBC (Gran Bretanya): Catalan protesters rally for greater autonomy in Spain[119]
- Sunday Express (Gran Bretanya): Catalan protest over Court ruling[120]
- Scotsman.com (Gran Bretanya): Catalonia 'is not a nation'[121]
- Reuters (Gran Bretanya): Spanish success raises nationalist hackles[122]
- Star.gr (Grècia): Διαδήλωση για την Καταλονία[123]
- The Times of India (Índia): Catalans rally in Barcelona for greater autonomy within Spain'[124]
- The Irish Times (Irlanda): Protesters call for Catalan autonomy and reject ruling[125]
- Independent.ie (Irlanda): Catalan protest over court ruling[126]
- Giornalettismo (Itàlia): Barcellona e la Catalogna sul piede di guerra contro la Spagna[127]
- VG Nett (Noruega): En million demonstrerte for katalansk selvstyre[128]
- The Southland Times (Nova Zelanda): Massive Catalan protest in Barcelona[129]
- A Tarde (Portugal): Manifestantes pedem mais autonomia para a Catalunha[130]
- Jornal de Notícias (Portugal): Catalunha em "manifestação histórica" contra estatuto da comunidade[131]
- Al-Jazeera (Qatar): Catalans march to assert nationhood[132]
- Lenta.ru (Rússia): Более миллиона жителей Каталонии потребовали независимости от Испании[133]
- Blic (Sèrbia): Katalonci traže status nacije[134]
- Le Matin.ch (Suïssa): Espagne: la foule à Barcelone pour défendre l'autonomie catalane[135]

### Manifestació 2.0
Va ser qualificada per alguns mitjans com la primera manifestació 2.0 catalana, ja que aquesta mobilització de la societat civil es va poder seguir a través de la xarxa gràcies a serveis com Twitter, que anava difonent les impressions d'alguns manifestants en temps real, així com a fòrums, xarxes socials o llocs per penjar-hi imatges.
Òmnium Cultural havia proposat a totes les persones presents a la manifestació que es convertissin en corresponsals, i a aquest efecte Guifi.net va fer possible que a tot el recorregut de la manifestació hi hagués una connexió Wi-Fi gratuïta per connectar-se a Internet des del mòbil.

## Manifestacions fora de Catalunya
També es van produir una dotzena de manifestacions a altres ciutats d'arreu del món, incloent-hi Berlín, Londres, Brussel·les, Nova York, Buenos Aires, Los Angeles, Dublín, Mont-real, Quito, Sant Sebastià, Tolosa i Viena, entre d'altres. La Federació Internacional d'Entitats Catalanes va redactar un manifest cridant a totes les comunitats catalanes a l'estranger que convoquessin concentracions arreu del món expressant el seu rebuig a la sentència del Tribunal Constitucional.
A la Cort de Palma, el dia 9 de juliol i sota el lema «En defensa del nostre autogovern», es van reunir un miler de manifestants seguint la convocatòria de l'Obra Cultural Balear i de partits polítics balears.
A Donostia, sota el lema «Nazioa gara. Autodeterminazioa» («Som una nació. Autodeterminació»), l'esquerra abertzale, Eusko Alkartasuna i Alternatiba van convocar una manifestació a dos quarts de sis de la tarda on van assistir-hi més de 10.000 persones reclamant el dret d'autodeterminació del País Basc i de Catalunya.
A Tolosa de Llenguadoc, 25 entitats i partits polítics van convocar una marxa a les sis de la tarda davant el consolat espanyol a Tolosa. Els convocants demanen als ciutadans que portin banderes catalanes i occitanes per protestar contra la censura del Tribunal Constitucional espanyol i per defensar la dignitat de Catalunya.
A Bèlgica, es va fer una concentració a la plaça Luxemburg de Brussel·les, davant del Parlament Europeu.
A Londres, a les 5 de la tarda del mateix dia i començant a la mateixa hora que la manifestació de Barcelona, la comunitat catalana londinenca Catalans UK va organitzar una concentració, davant l'ambaixada espanyola al Regne Unit (situada al núm. 39 del carrer Chesham Place, a la Belgrave Square), que va aplegar unes cent cinquanta persones. Durant l'acte es va llegir un manifest, es van recitar poemes de la terra i es va fer entrega de la proclama redactada per Catalans UK a l'ambaixada espanyola.
A Dublín, a la mateixa hora que la de Londres i malgrat la pluja, la crida de la plataforma Irlanda Decideix va convocar desenes de catalans que van concentrar-se al General Post Office d'O'Connell Street, al centre de la ciutat.
A l'Argentina, la comunitat catalana es va concentrar el mateix dia de la manifestació a la plaça Catalunya de Buenos Aires per reclamar el seu dret a decidir. La manifestant més petita, senyera en mà, va ser una neta de l'expresident Maragall, Maia, que viu a Buenos Aires. A altres ciutats americanes també es van organitzar concentracions, en alguns casos davant de les legacions diplomàtiques espanyoles.
Als Estats Units d'Amèrica, el Casal dels Catalans a Califòrnia, amb seu a la ciutat de Los Angeles, va convocar una concentració de refús a la sentència que tingué lloc davant el consolat espanyol de la ciutat (situat al núm. 5055 de Whilshire Boulevard) i que es dugué a terme de 10 a 11 del matí de l'hora local, coincidint amb l'inici de la manifestació de Barcelona. A la capital, Washington DC, el Casal Català de Washington DC va convocar tots els catalans de l'estat a les 12 del migdia de l'hora local a Dupont Circle. S'hi va fer una concentració informativa per explicar a tothom que fos present a la plaça «la situació de Catalunya i la injusta i anti-democràtica sentència». A Nova York, el Catalan Institute of America va convocar una concentració al Roger Smith Hotel (situat al núm. 501 de Lexington Avenue) entre les 11.30 i les 14.30, on es van manifestar els catalans residents a la zona de Nova York.

## Conseqüències
El divendres següent a la manifestació s'havia convocat un Ple monogràfic per donar una resposta política unitària a la sentència, amb la intenció d'aprovar una resolució i traslladar-la al Congrés dels Diputats, coincidint amb el debat de política general.
Finalment es va arribar a un acord sobre la resolució, després d'una setmana incidentada en què Artur Mas havia demanat inicialment que la resolució contra la sentència de l'Estatut inclogués el lema de la manifestació, «Som una nació. Nosaltres decidim», posteriorment Miquel Iceta havia respost que no es facilitava la unitat posant condicions i el dia abans de la votació el mateix Mas -veient que no hi havia manera d'arribar a un acord- va marxar de la reunió convocada abans que s'acabés afirmant que donaria suport al que decidissin la resta de partits.
Al Debat de Política General al Congrés dels Diputats, CiU, ERC i ICV van traslladar el rebuig a la retallada del Tribunal Constitucional (que el Govern espanyol i el PSOE consideraven positiva) en forma de resolucions, incloent-hi el text unitari aprovat al Parlament de Catalunya. Per la seva banda el PSC es va desmarcar i va acordar una resolució amb el PSOE, votant en contra de les propostes dels altres partits que incloïen el text unitari que ells mateixos havien votat al Parlament. CiU, ERC i ICV van votar les altres resolucions i van rebutjar la proposta del PSC, per la qual cosa no es va aprovar cap resolució sobre la sentència.
El 21 de juliol, Montilla es va reunir amb Zapatero al Palau de la Moncloa per parlar de la situació política i social arran de la sentència del TC sobre l'Estatut.
Alguns polítics van fer suposicions sobre un possible avançament de les eleccions al 24 d'octubre o fins i tot al 19 de setembre que van quedar sense fonament després que no es dissolgués la legislatura el 27 de juliol.
A conseqüència de tot aquest procés, diversos municipis catalans es van declarar «moralment exclosos de la constitució».
Òmnium Cultural va cedir la pancarta que va encapçalar la manifestació amb el lema «Som una nació. Nosaltres decidim» al Museu d'Història de Catalunya, juntament amb altres materials promocionals.

## Galeria d'imatges

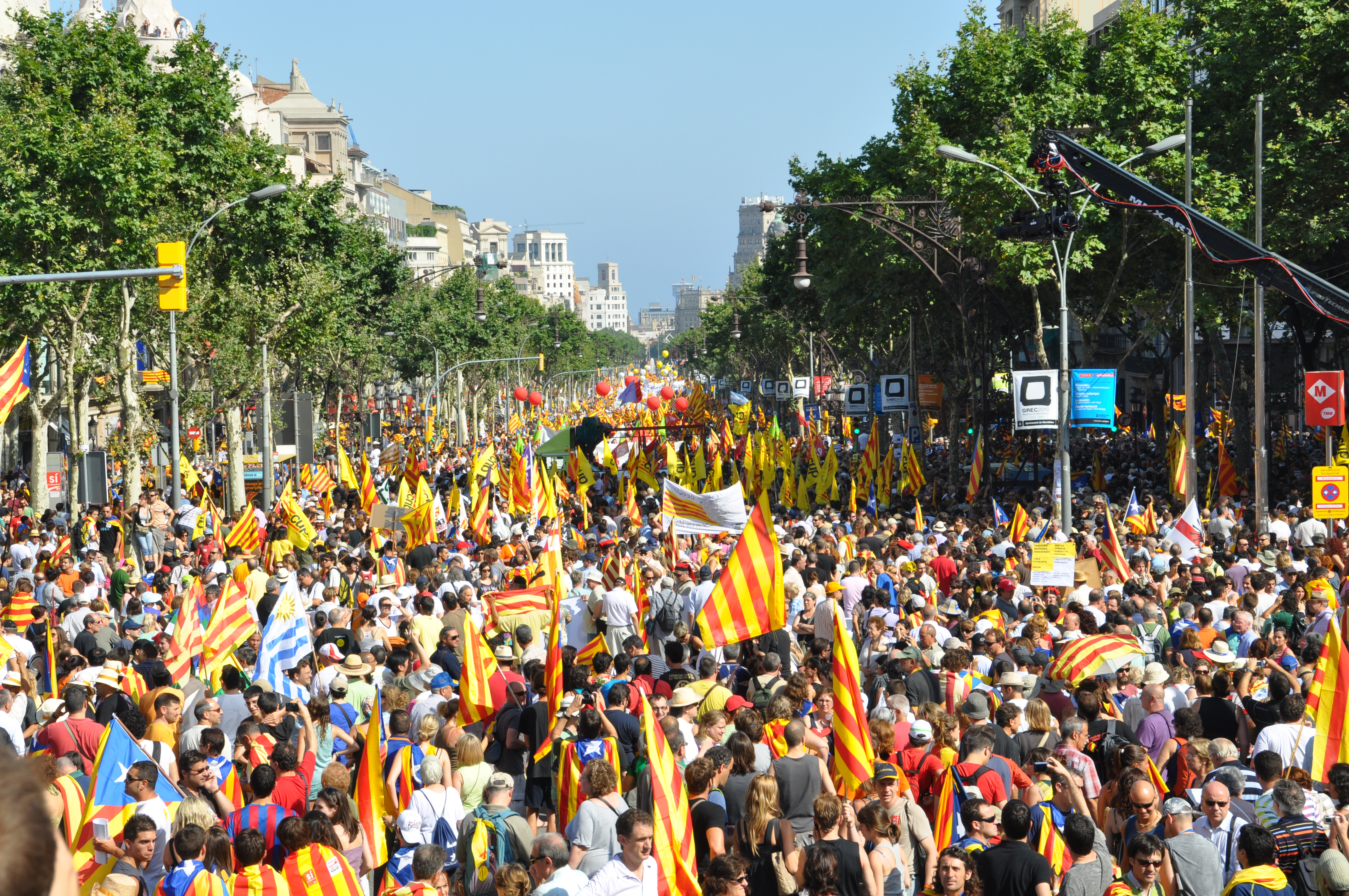
Passeig de Gràcia de gom a gom
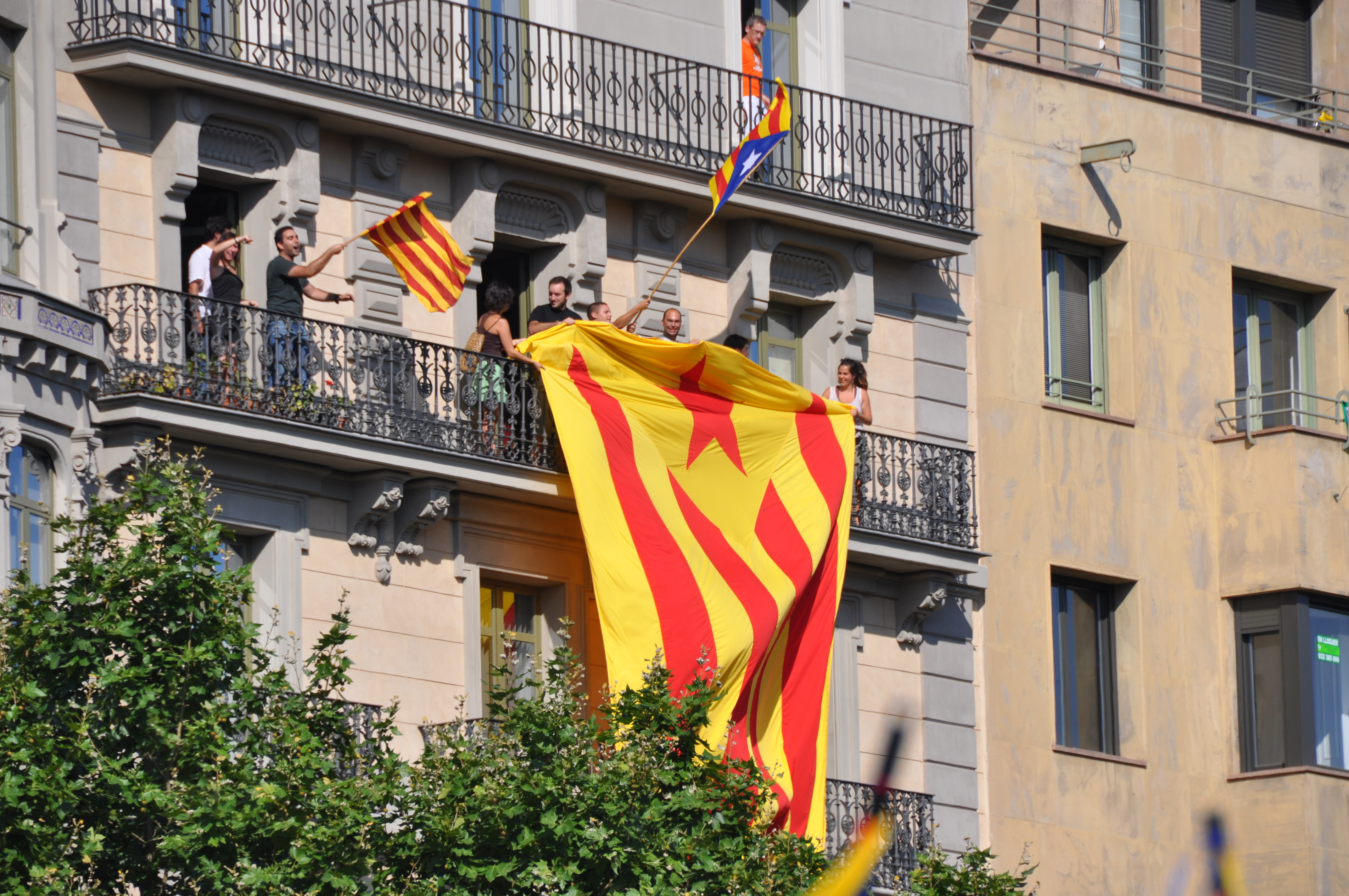
Balcó amb l'estelada penjada
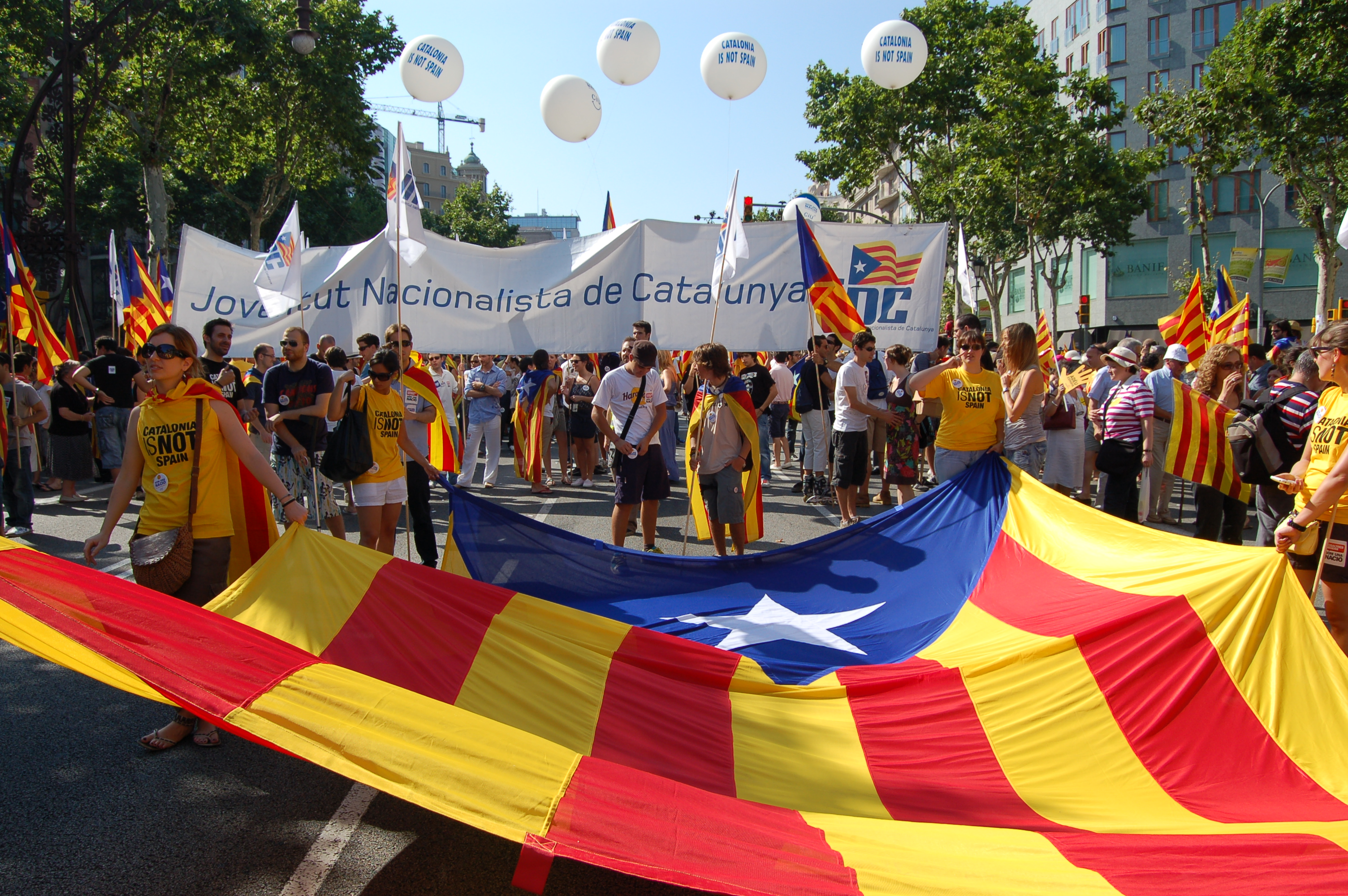
Bandera estelada de la manifestació
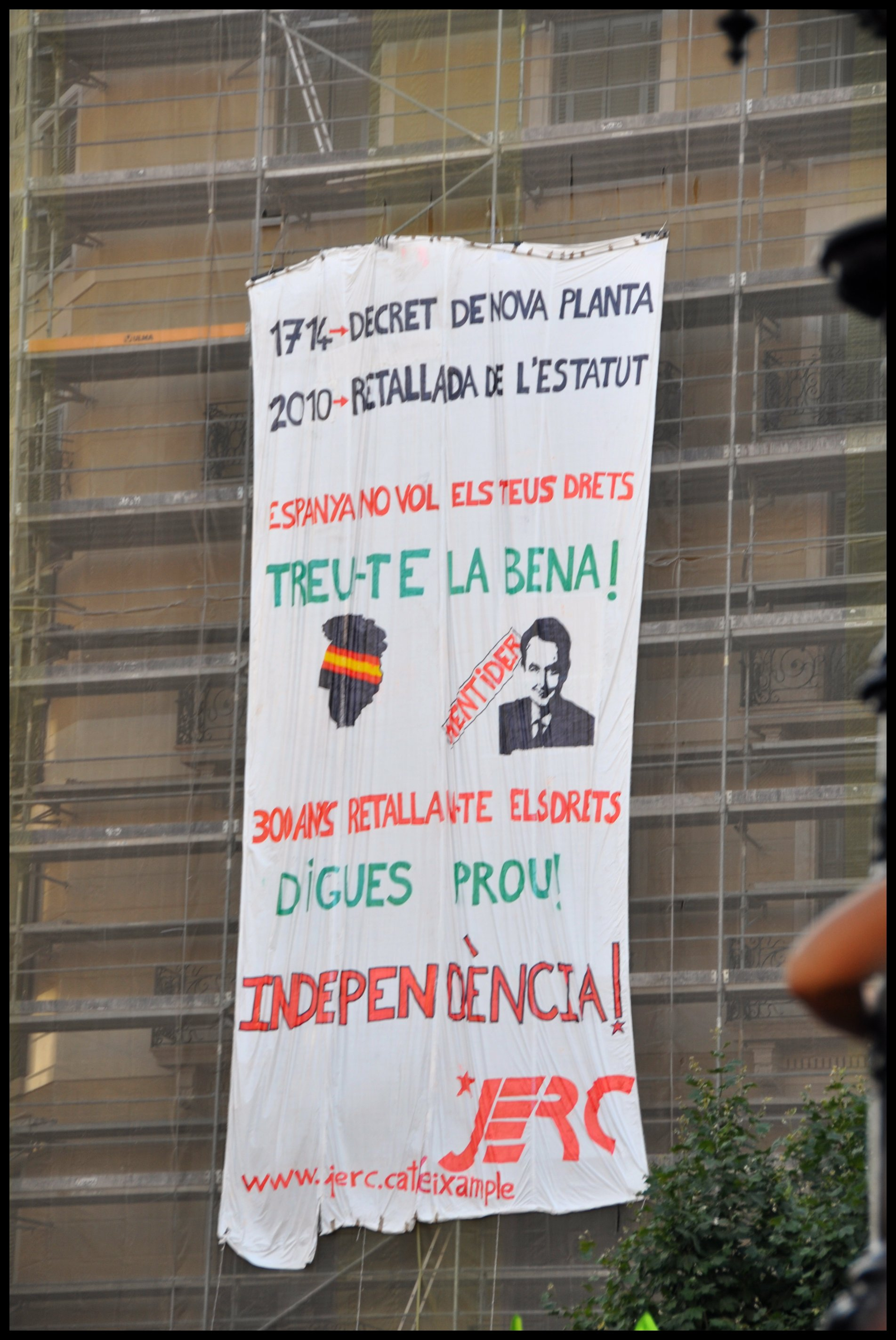
Pancarta de les JERC penjada a una bastida
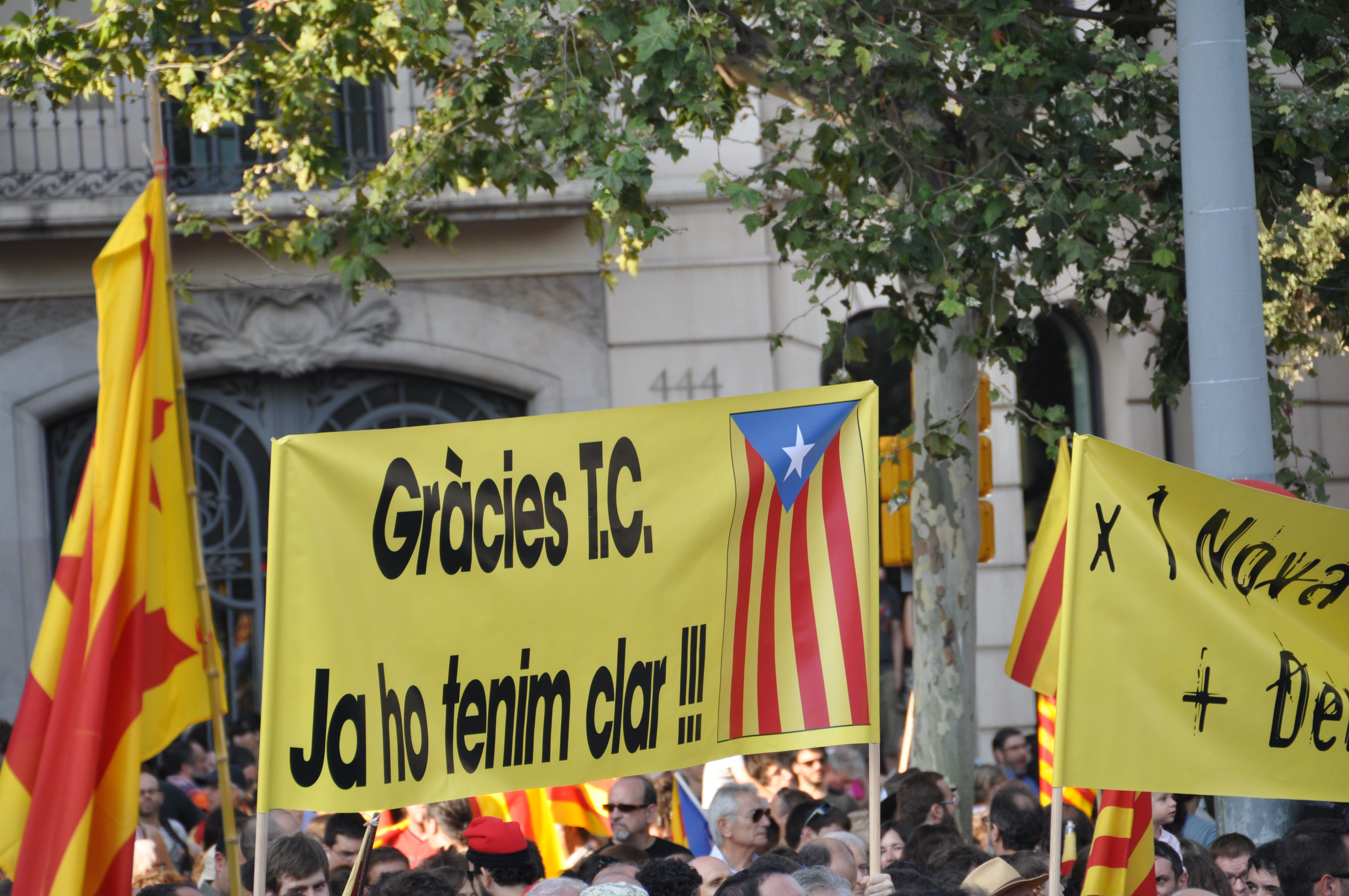
Pancarta de la manifestació
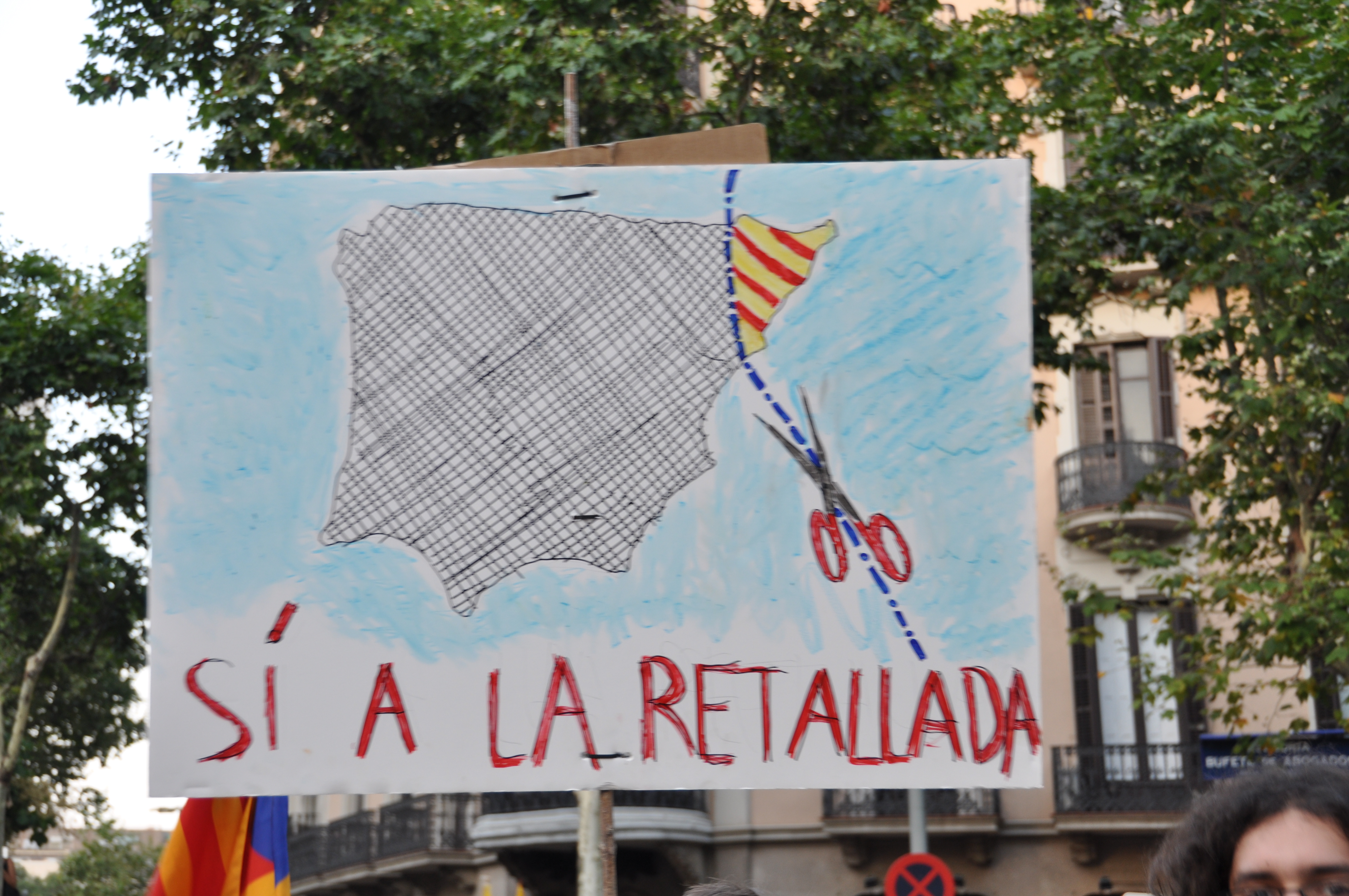
Pancarta de la manifestació
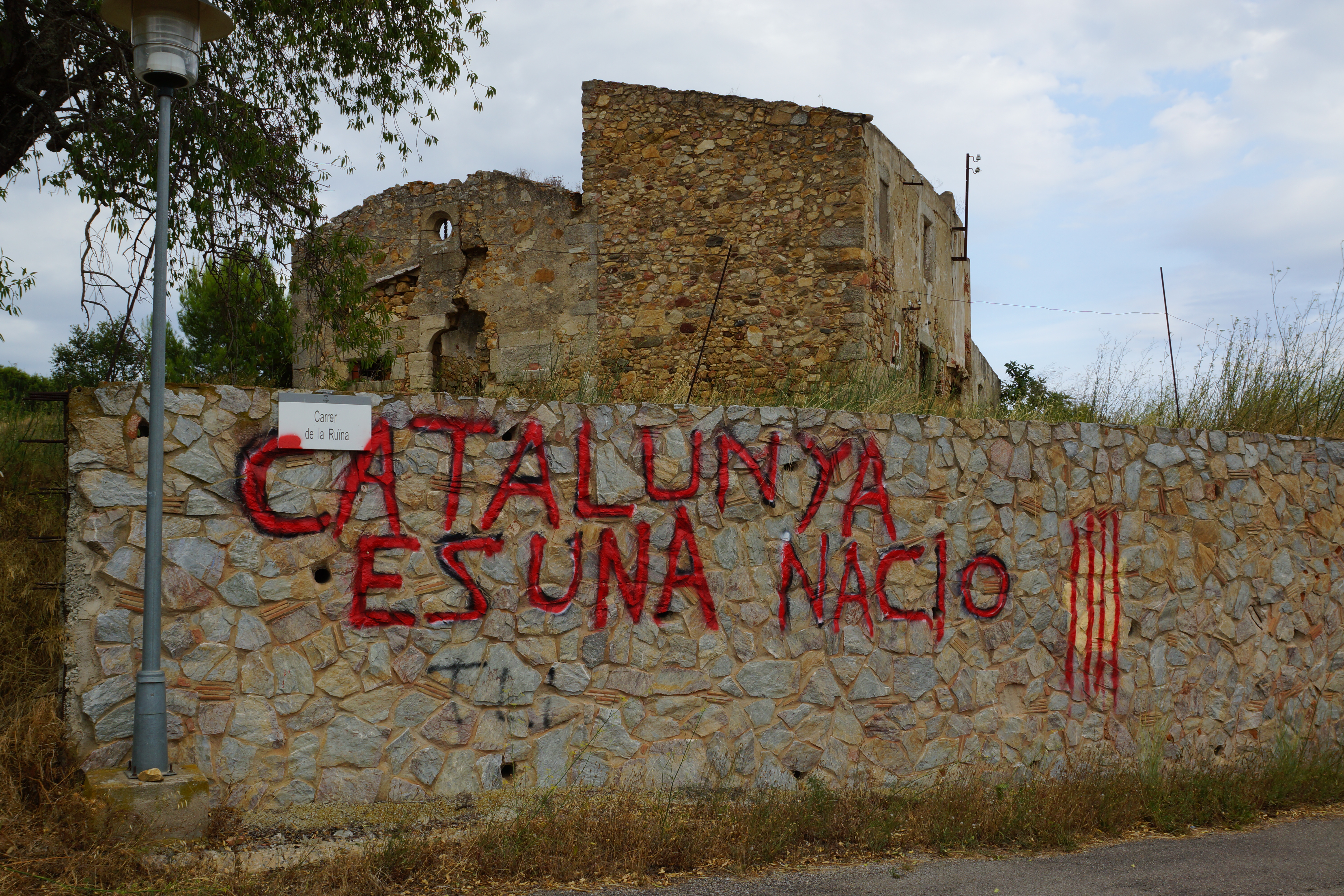
Grafit a l'Ermita de Sant Daniel a Calonge
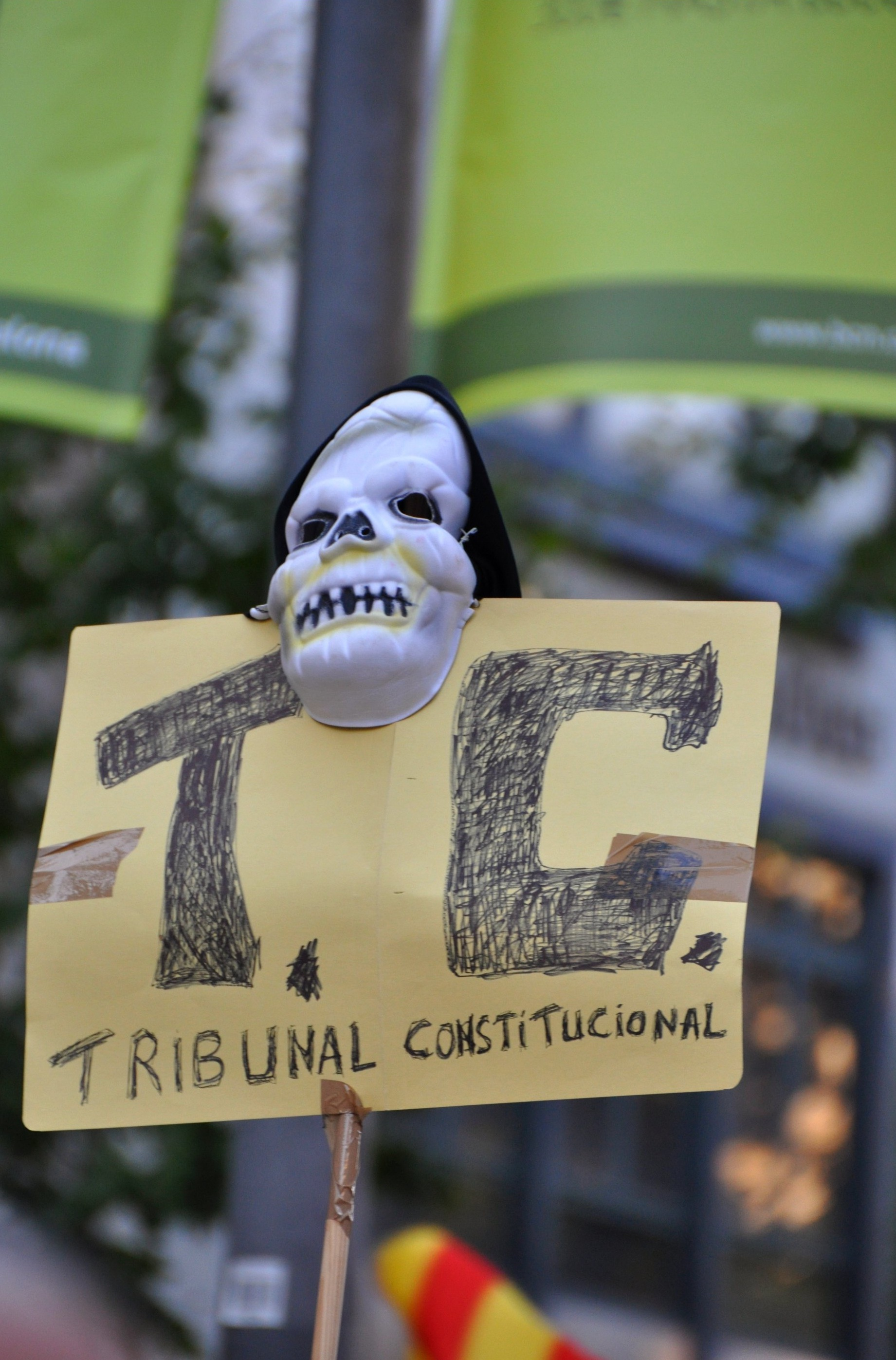
Pancarta de la manifestació
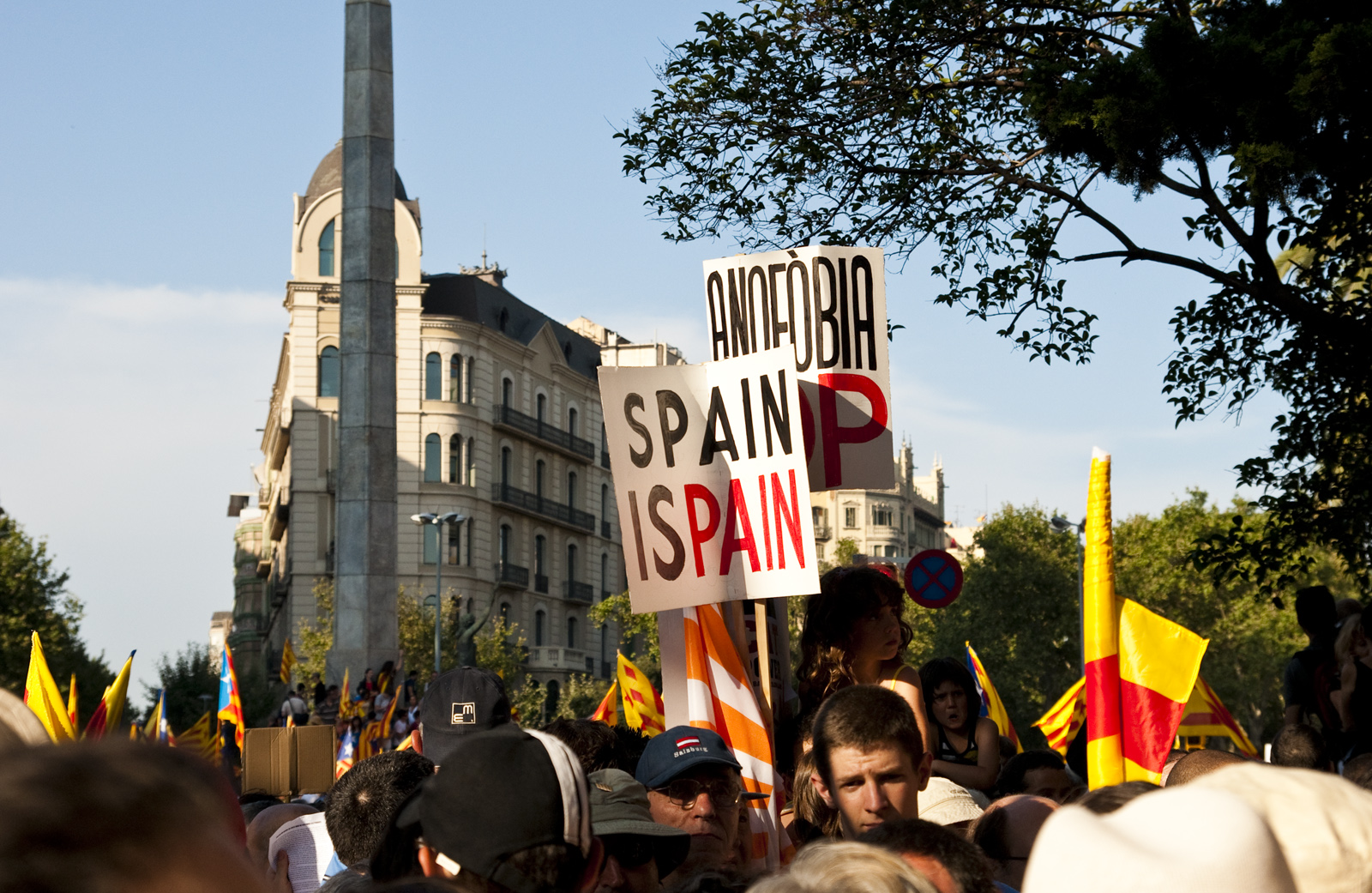
Pancarta de la manifestació
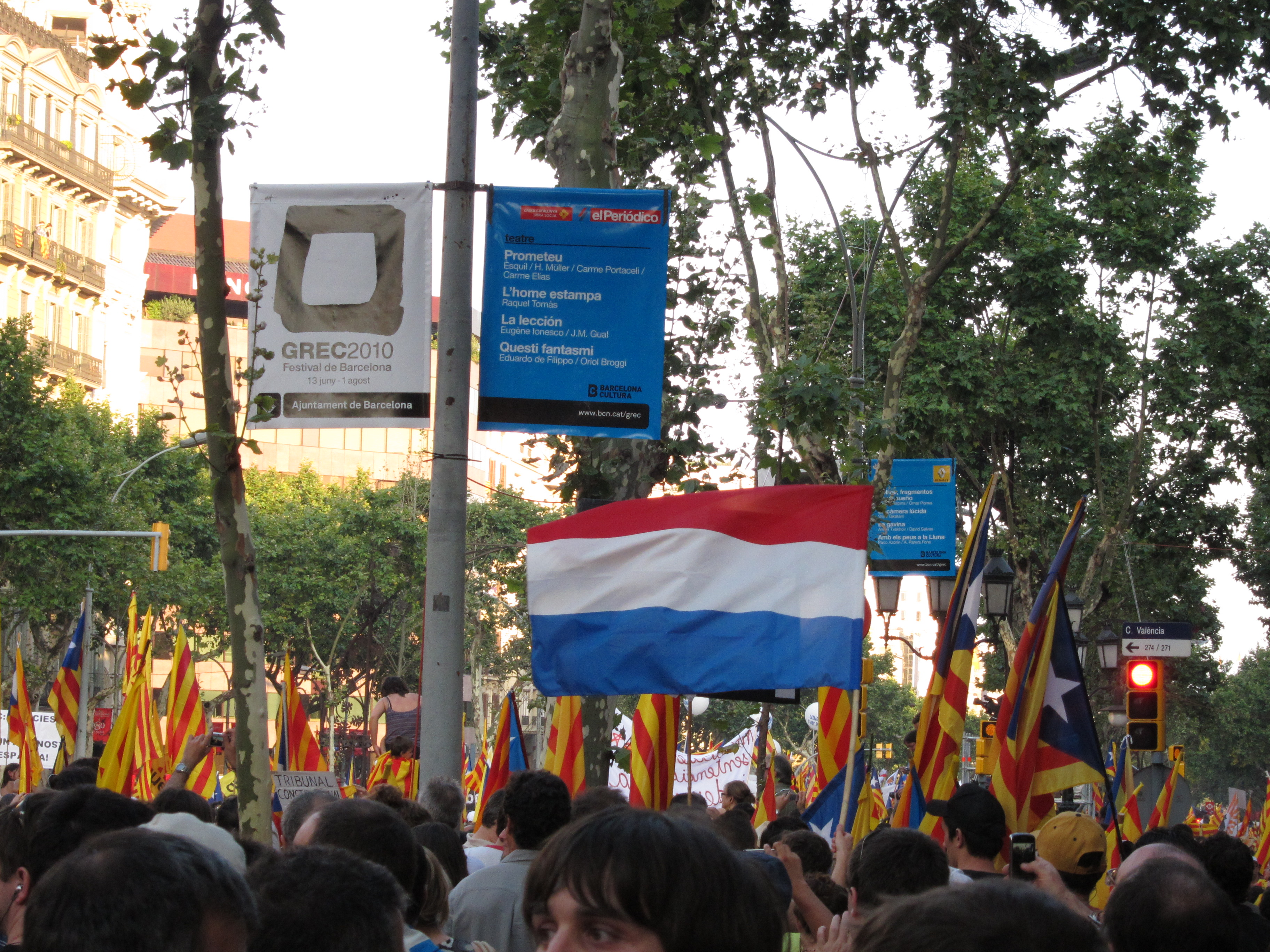
Bandera dels Països Baixos durant la manifestació
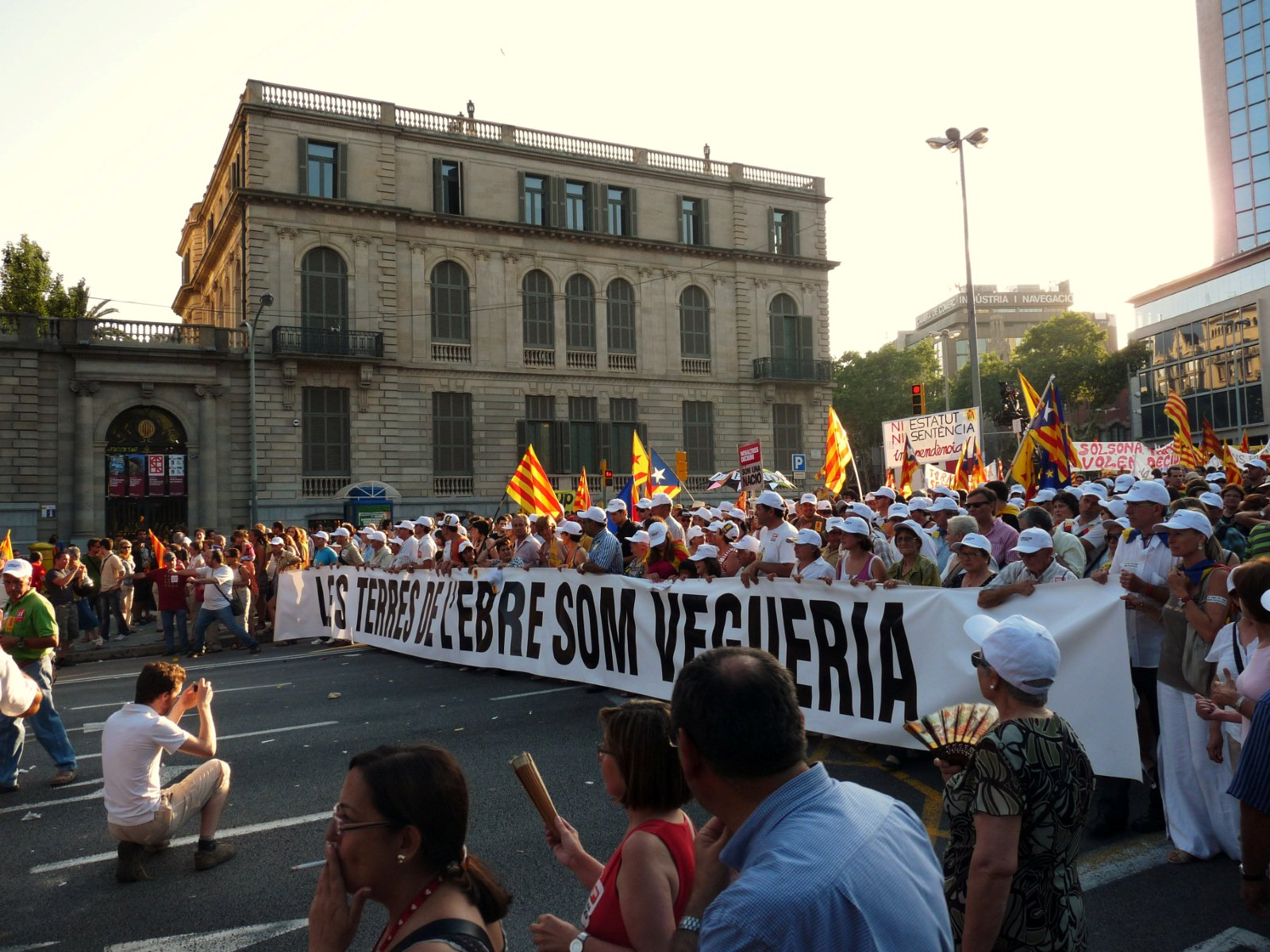
Pancarta de la manifestació
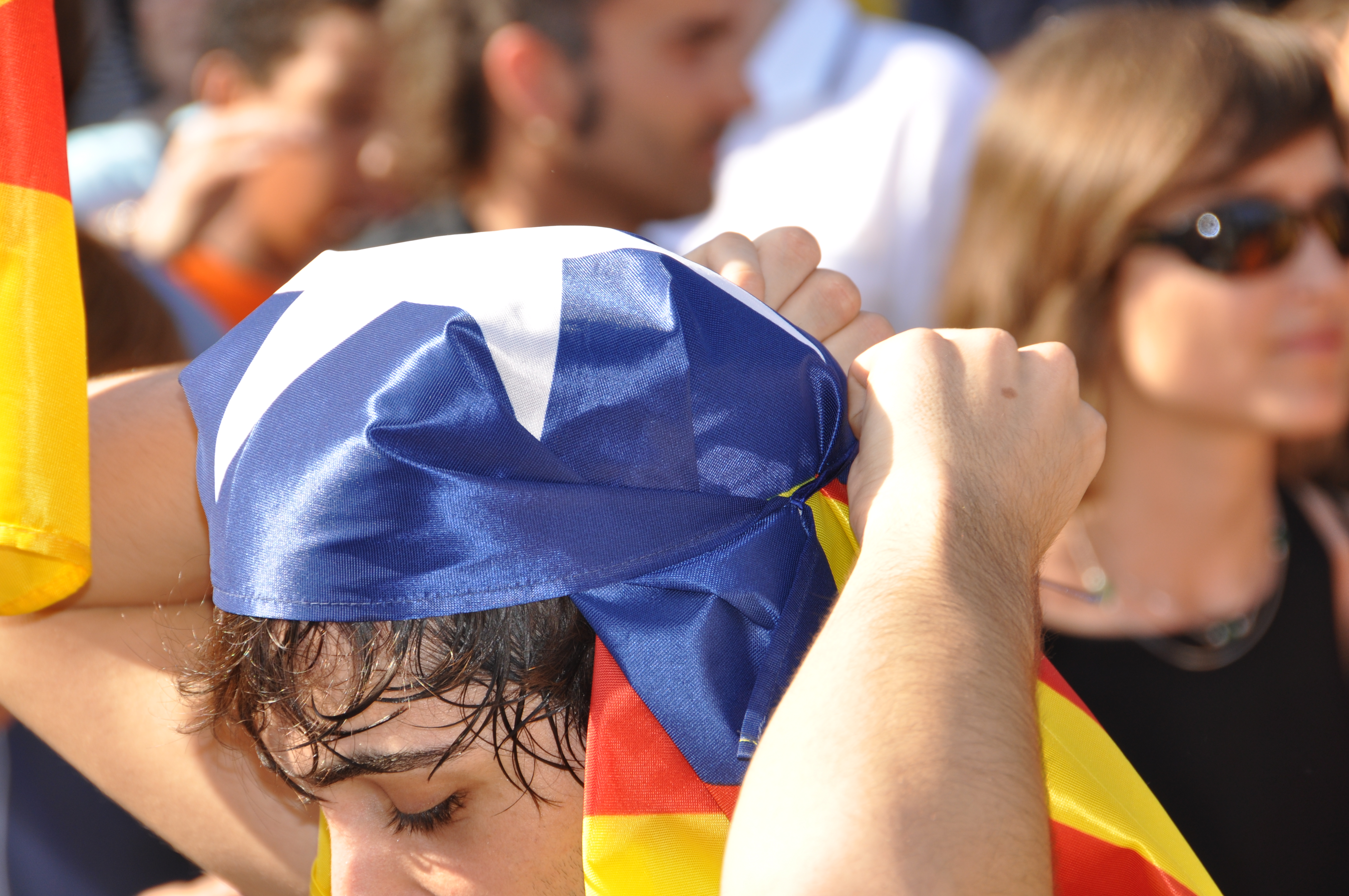
Mocador estelada